# Дворец Законодательного собрания Буэнос-Айреса
Дворец законодательного собрания Буэнос-Айреса (исп. Palacio de la Legislatura de la Ciudad de Buenos Aires) — резиденция законодательного собрания Буэнос-Айреса. Достопримечательность города Буэнос-Айрес, расположенная в районе Монсеррат. Построен в неоклассическом стиле из серого гранита. Открыт 3 октября 1931 года, в 1943 году по указу Хуана Доминго Перона здесь работал секретарь по труду. В 1946 году здание приняло Министерство труда, а с 1947 по 1955 год размещался Фонд Эвы Перон.
В 1977 году здание было включено в состав исторического наследия Аргентины, а в 2000 году Градостроительный кодекс города каталогизировал здание для комплексной защиты (APH 1).
С 1984 года в здании работает Законодательное собрание, здание первоначально было частной резиденцией Виктории Агирре, которой в то время принадлежало имение Enriqueta Lynch, (пристройка дворца законодательного органа).

## История

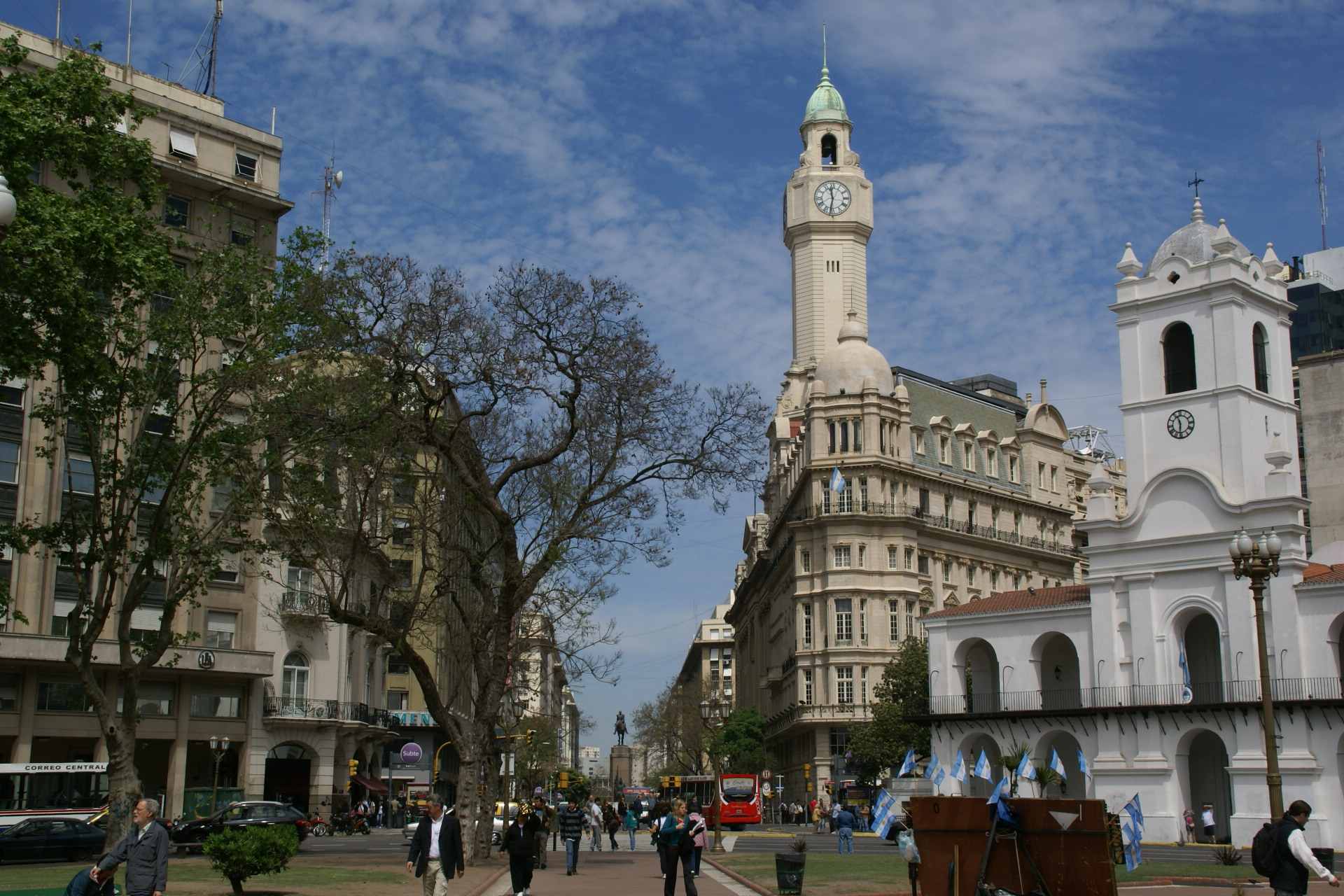
Вид на дворец с Площади Мая.

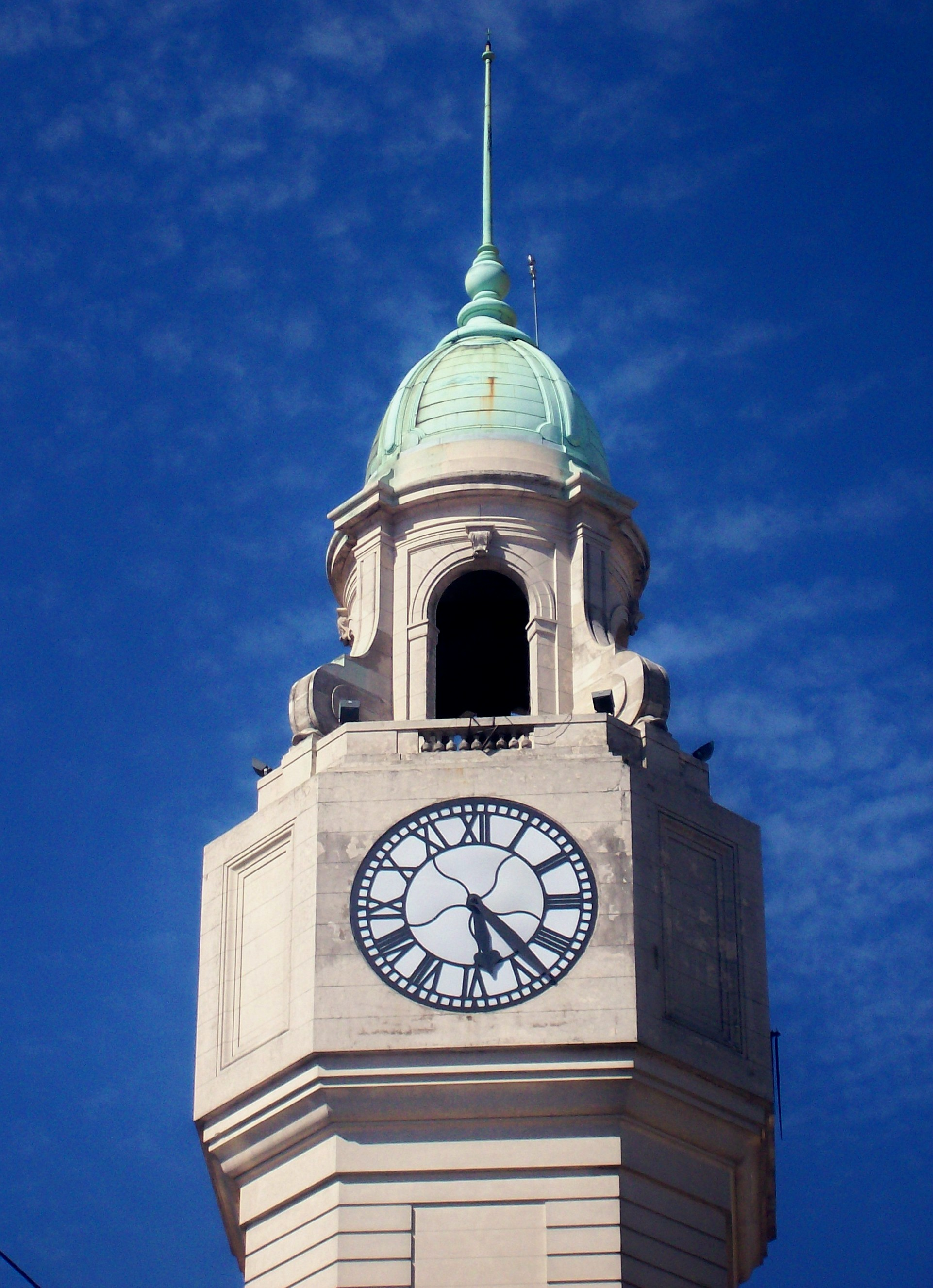
Башня с часами (вид на циферблат часов на башне и купол с громоотводом из бронзы покрытой краской зеленого цвета).

В 1917 году член городского совета, социалист Альфредо Спинетто официально поднял вопрос о необходимости строительства штаб-квартиры для городского совета. Два года спустя, мэр города Сатурнино Дж. Гарсиа Анидо одобрил проект строительства допустив создание министерства являющегося органом исполнительной власти совместно с городским советом, в квартале от площади Пласа Мисерере.
Президент Аргентины Иполито Иригойен 4 декабря назначил мэром города Хосе Луис Кантило и строительство нового муниципального дворца было отложено. Тем не менее, поиски предполагаемого места строительства не увенчались успехом, однако с середины 1921 года советники Спинетто, Вильярреалом и Гонсалесом Меседа в офисе Комиссии общественных работ, начинают подготовку планов строительства и выбор строительной площадки. К тому времени, одним из предполагаемых мест для строительства был угол улиц Авенида Корриентес и Карлос Пеллегрини. В следующем году мэр города Хуан Б. Барнетче составил план и бюджет строительства, касающихся нового здания, однако Гарсиа Анидо подтвердил свое желание построить здание между улицами Ривадавия, Хухуй, Катамарка и Виктория. В конце года был выделен определенный бюджет на строительство дворца.
На самом деле земля под строительство располагалась на одной из трех главных магистралей исторического центра города: Авенида Пресиденте Хулио Архентино Рока, в память о президенте, который возглавлял страну в течение двух периодов — 1880—1888 и 1898—1904 годов; имеющей другое название Диагональ Сюр, улицы Перу, названной так в 1857 году в честь американской республики ставшей независимой благодаря аргентинскому генералу Хосе де Сан-Мартину и третьей улицей Иполито Иригойена, получившей это название в 1946 году в честь президента Аргентины ставшего лидером нации также дважды, в 1916 и 1928 годах. Этот район входит в границы города, построенного в 1580 году Хуаном де Гараем.

### Строительство

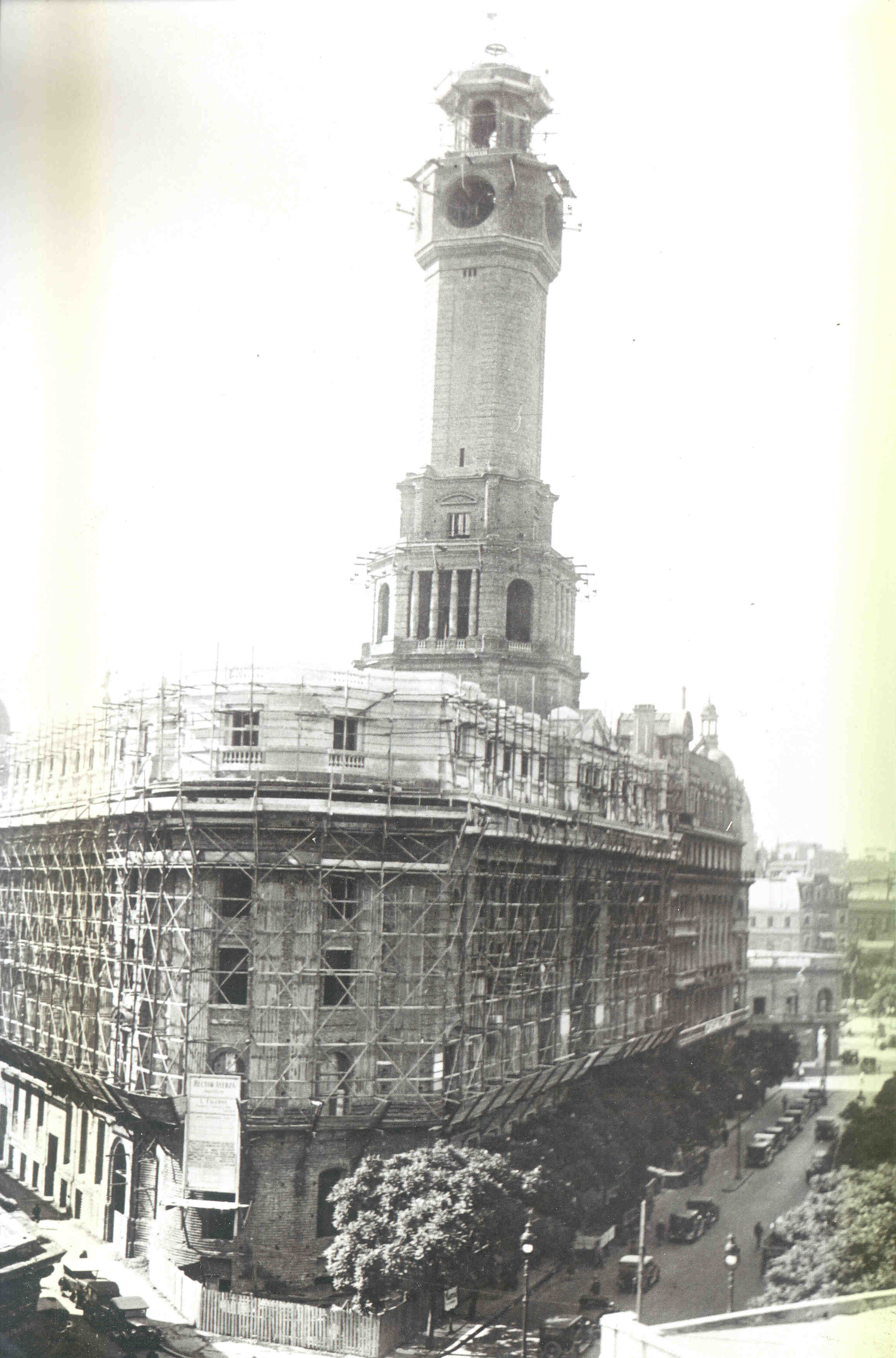
Строительство дворца.

В 1925 году был создан проект строительства и 29 декабря был выбран архитектор Гектор Айерза, который был назначен на руководство строительством. Другой участник конкурса был француз Эдуард Ле Монье, предложение которого является идентичным построению Айерса, и некоторые исследователи утверждают, что, следовательно, является также автором проекта. Идея строительства созвучна с процессом модернизации, который был запущен в конце девятнадцатого века под контролем государственного управления преобразовал Площадь Мая, были построены крупные общественные здания, банки и торговые дома. Кроме того, было широко распространенное мнение в то время, использовать в строительстве французского академизма, преобладающим в официальной архитектуре. Франция была желаемой моделью нации в те годы. В то время как в Европе Прекрасная эпоха продолжалась до первой мировой войны, а в Аргентине длилась вплоть до 1920-х годов до внедрения стиля арт-деко.

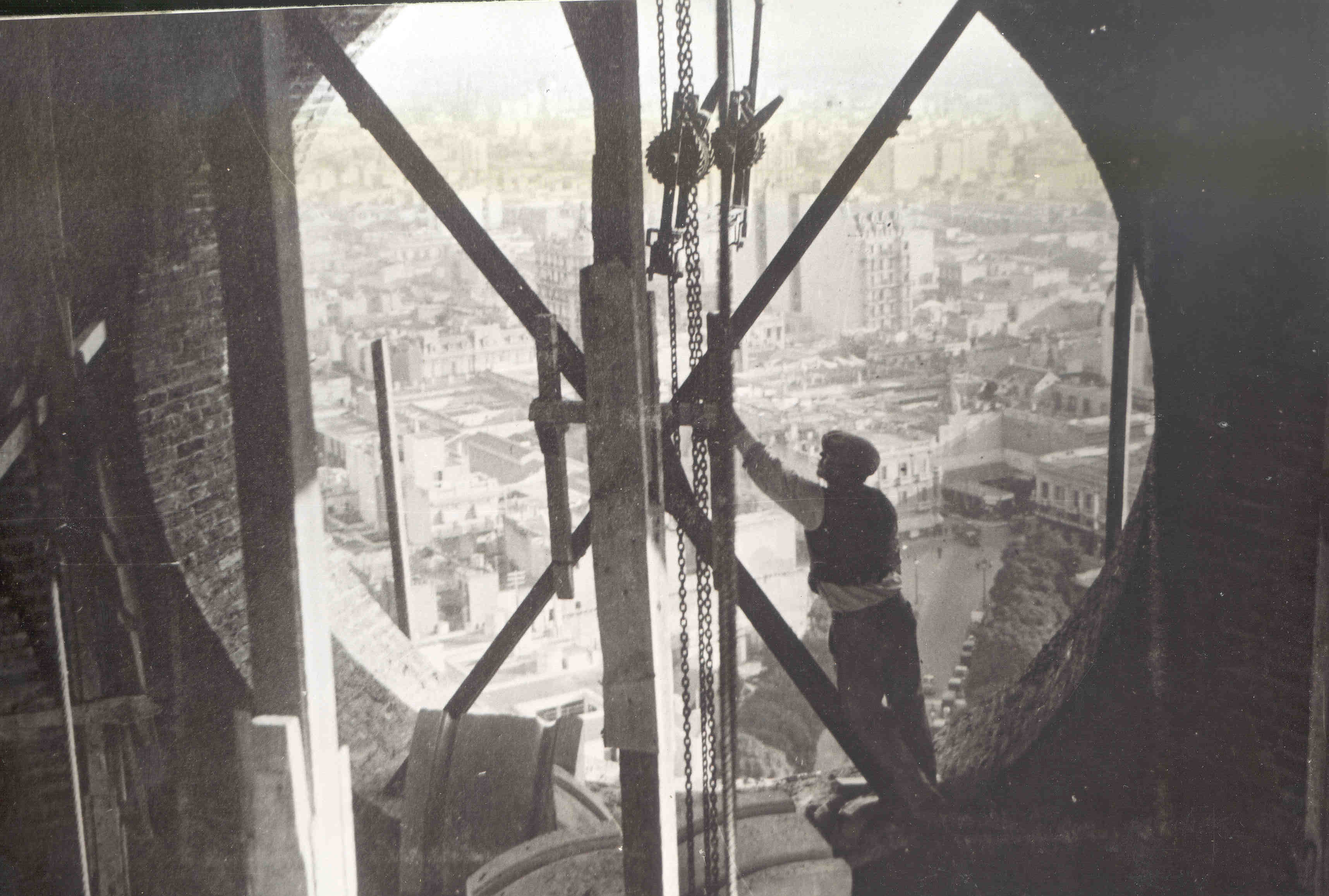
Строительство дворца.

Айерса учился на факультете архитектуры Университета Буэнос-Айреса, который окончил в 1916 году, продолжил обучение в Париже. Он находился под влиянием, в частности престижного французского архитектора Эдуара Лемонье. Среди других его работ Паласио Фернандес Анхорена, нынешняя Апостольская резиденция и Yatch Club Argentino. Он не избегает определенной космополитический эклектики очевидной в принятии элементов различных архитектурных традиций, например, его колокольня башни, которая напоминает belforts, гражданские башни или фламандскую Беффруа. В рамках библиографического сокровища Законодательный дворец остается альбомом с более чем ста фотографиями, сделанных Айерсом, показывая процесс строительства между 1926 и 1931 годами. Это не было первой работой для молодого архитектора, хотя и приятная возможность выполнять свою работу. С 1920 года он был востребованным архитектором для строительства зданий в городе, среди которых являются на улице Чаркас 829/43 — которая закончилась за два месяца до начала строительства законодательного дворца — и также здания по улицам Кальяо и Авенида Альвеар. В среду 10 ноября 1926 в Президиуме Совета приступили к вскрытию конвертов, содержащих предложения, представленные строительными компаниями.
Первый камень фундамента был заложен под будущим Конгрессом муниципальных образований Аргентины, 18 ноября 1926 года на этом присутствовали президент Аргентины, д-р Марсел Торкуато де Альвеар — сын бывшего первого мэра города; муниципальный мэр д-р Ноэль, доктор Эмилио Равигнани, и Председатель совещательного Совета, д-р Орасио Каско. По этому случаю, была установлена мемориальная доска. На заседании 14 декабря был принят проект и строительная компания начала работу 19 сентября 1927 года, среди прочего, во время закладки фундамента были обнаружены туннели и подземные колодцы колониальной эпохи, сделанные иезуитами Манзана-де-лас Лусес с расположенного рядом Кабилдо. В 1929 году Указом № 3647 от 3.116 м2 поверхности, между Авенида Президенте Хулио Аргентино Рока и улицами и Перу и Виктория, было выделено место под строительство.

### Открытие

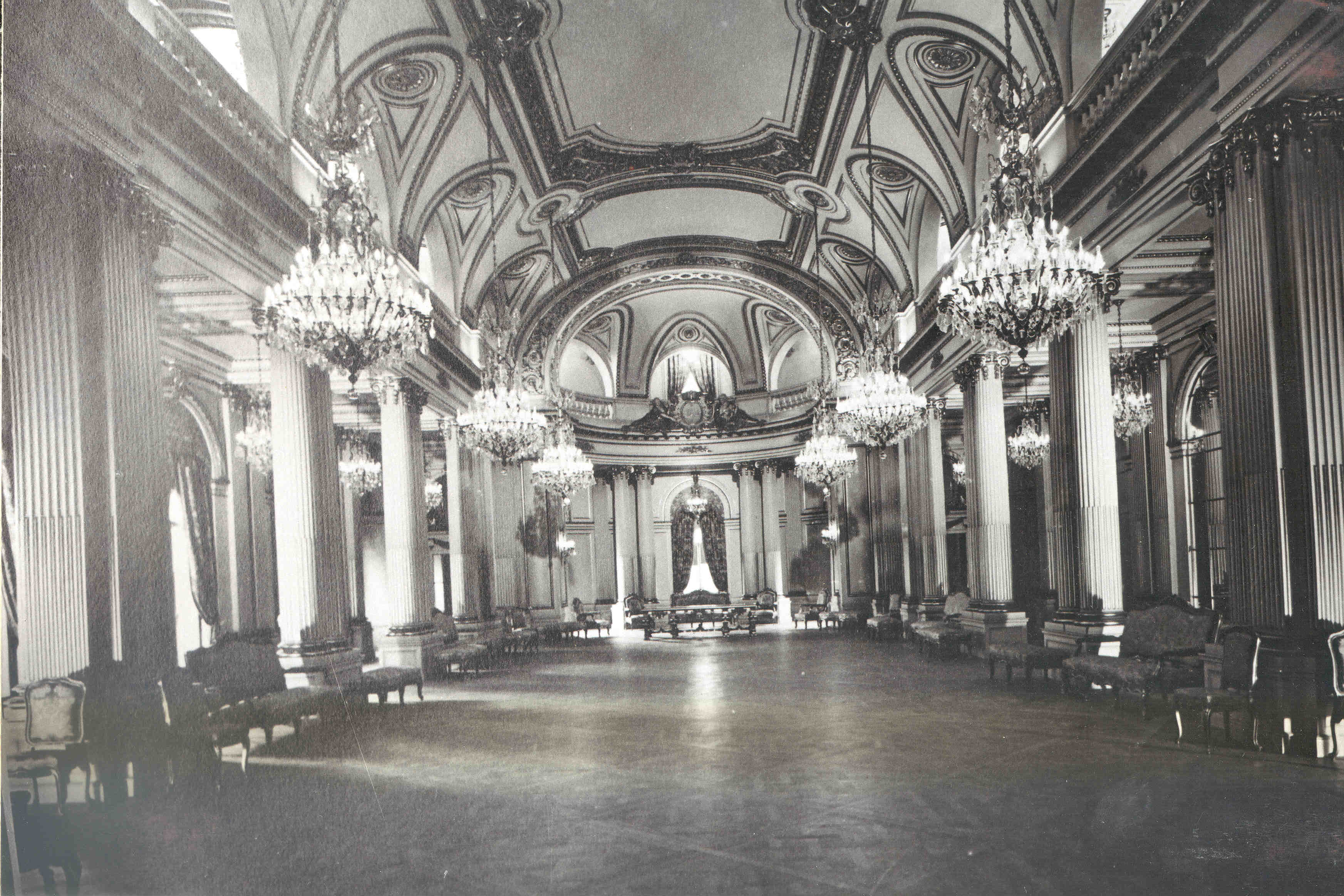
Старая фотография Золотого зала.

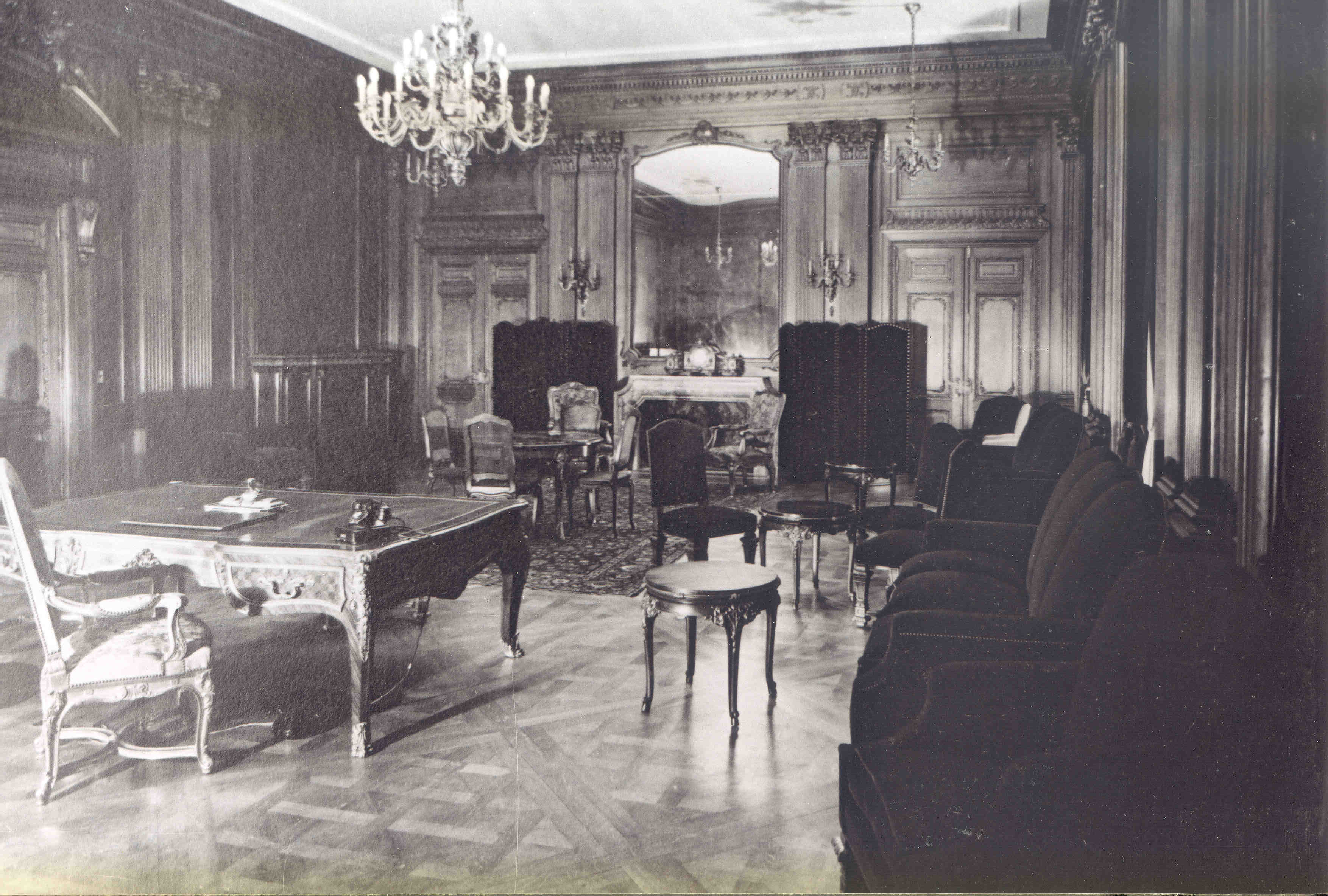
Фотография кабинета Эвы Перон.

Дворец был открыт в субботу, в полдень 3 октября 1931 года. В противоречивой обстановке, совещательный орган города был собран, в связи с тем что 6 сентября прошлого года произошёл военный переворот во главе с Хосе Феликсом Урибуру. Так суровая официальная церемония проходила под председательством мэра, назначенного правительством, Хосе Геррико, члена Специального комитета строительства, в присутствии министра внутренних дел Октавио Пико. Законодательная деятельность происходила в здании Манзана-де-лас Лусес, а в здании временно были размещены факультеты точных, физических и естественных наук Университета Буэнос-Айреса. 10 января 1932 года состоялись выборы 30 муниципальных советников. 19 февраля в здании прошло заседание под председательством нового мэра Агустина Карбона, от независимой Социалистической партии. Эти акты фактически оформили работу Дворца законодательного собрания города.

### Штаб-квартира демократии
Дворец законодательного собрания, восстановил функционирование демократических институтов, в 1984 году, реконструировав оригинальный дизайн архитектора Гектор Айерза, включающий здание, расположенное между Авенида Президенте Хулио Рока и улицей Иполито Иригойеном которое было расширено. Десять лет спустя, с реформой Конституции, город Буэнос-Айрес получил автономную систему собственных полномочий законодательства и юрисдикции.
В 1996 году, когда городской совет окончательно распустил конституционную автономию города Буэнос-Айрес, здание было спроектировано для размещения законодательного органа. По этой причине он был полностью перестроен, учитывая, что находится в зоне охраны исторического наследия. Реконструкция проходила в период с июля 1998 года по март 1999 года.

### Сегодня
С принятием Закона № 1444, в сентябре 2004 года городские депутаты утвердили план стоимости ремонта Законодательного дворца. Для этого, закон создал специальную комиссию, чтобы " утвердить планирование, выполнение и управление всех аспектов инфраструктуры работ, выполняемые управлением по строительству и восстановление зданий в соответствии с положениями установленного порядка на основании резолюции № 369/98. "Комиссия несет ответственность за управление фондом, специально созданного трастового договора с банком государственного сектора, он состоит из Совета под председательством администрации законодательного органа из шести членов, два, представляют исполнительную власть и четыре парламент.
26 сентября 2011 года постановлением 1495/11, президента Кристины Фернандес де Киршнер Дворец законодательного собрания, был объявлен Национальным историческим памятником, в годовщину 80 его инаугурации.
работ были в ожидании.

## Описание

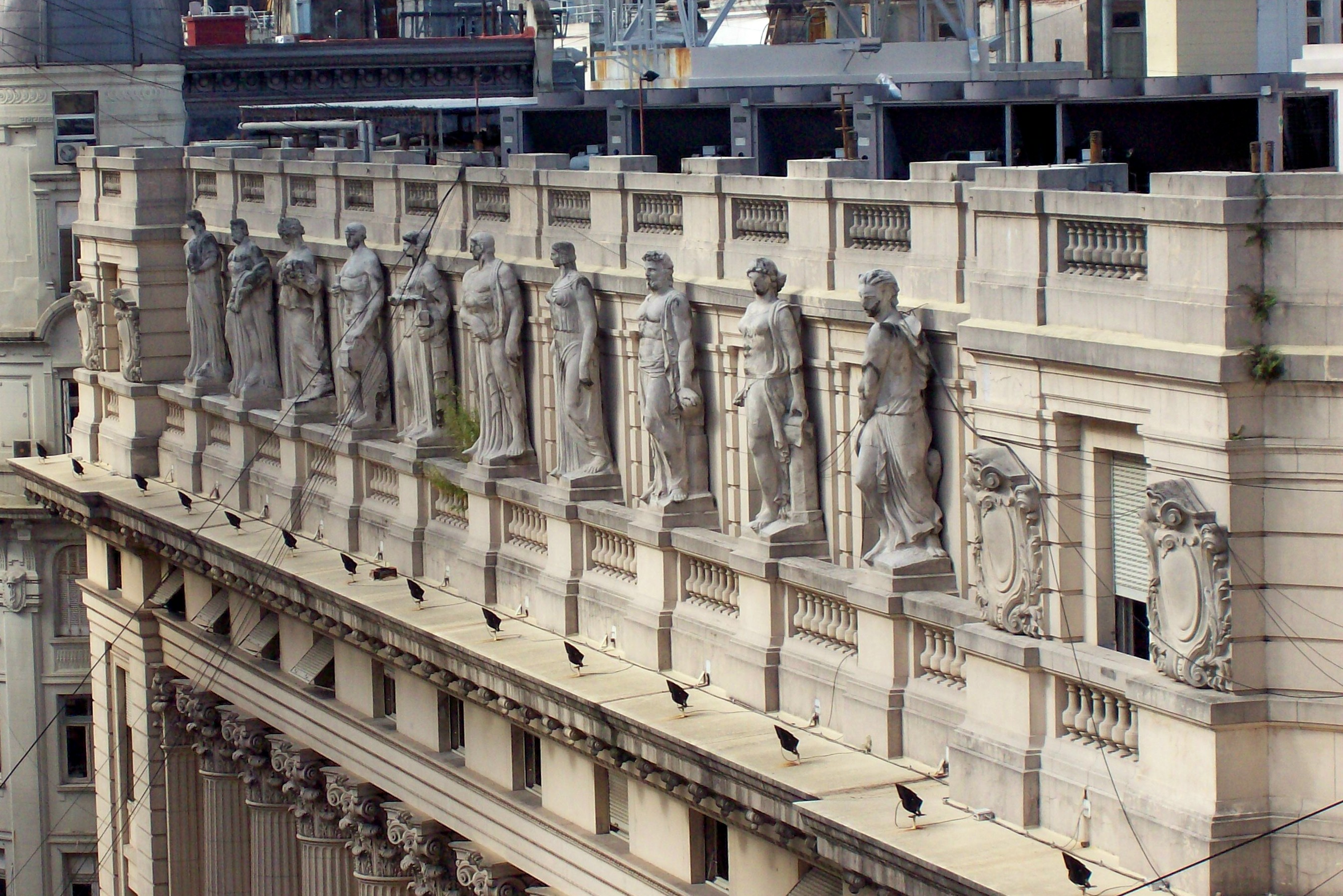
Скульптуры на карнизе, улица Перу.

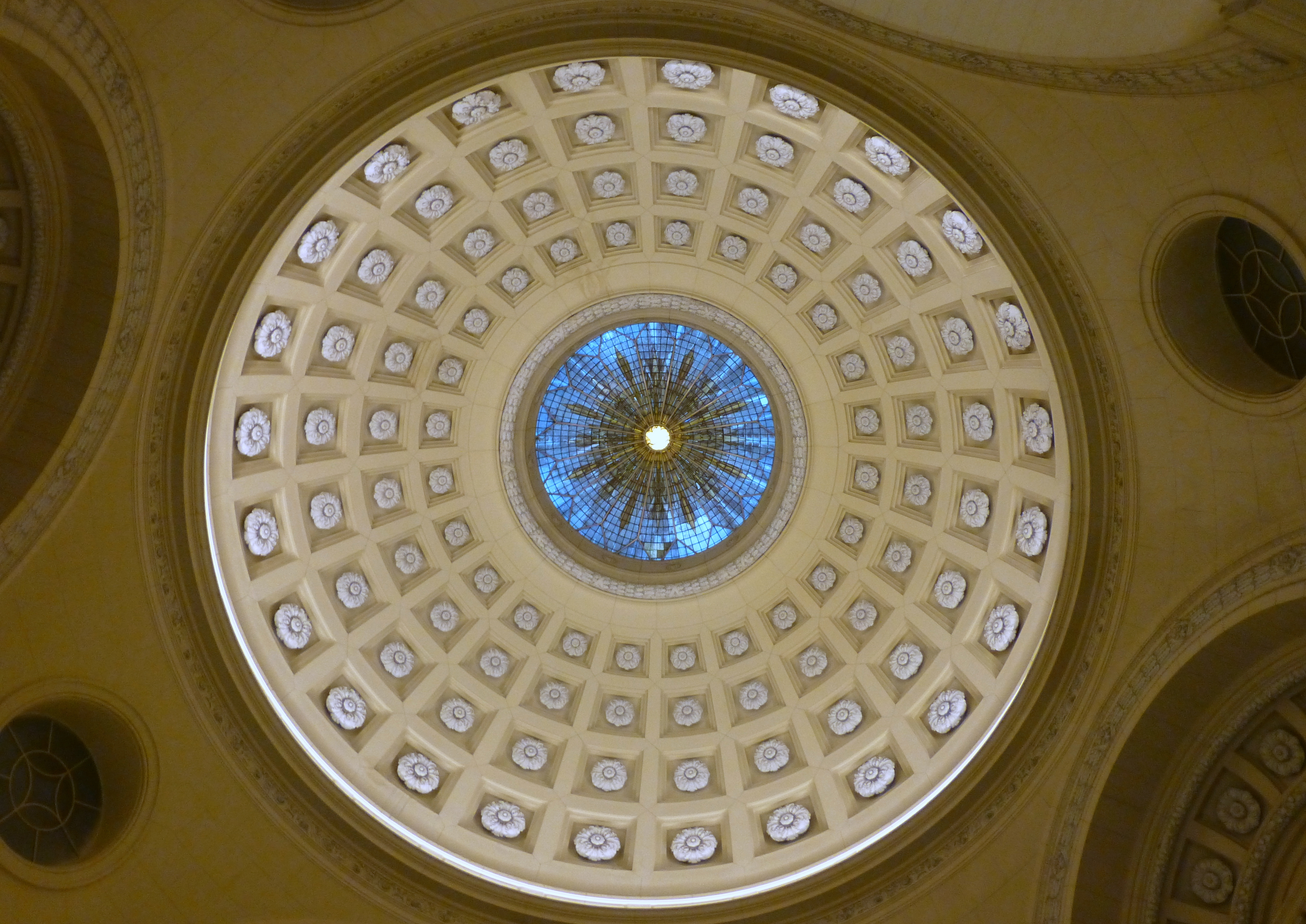
Купол в вестибюле дворца.

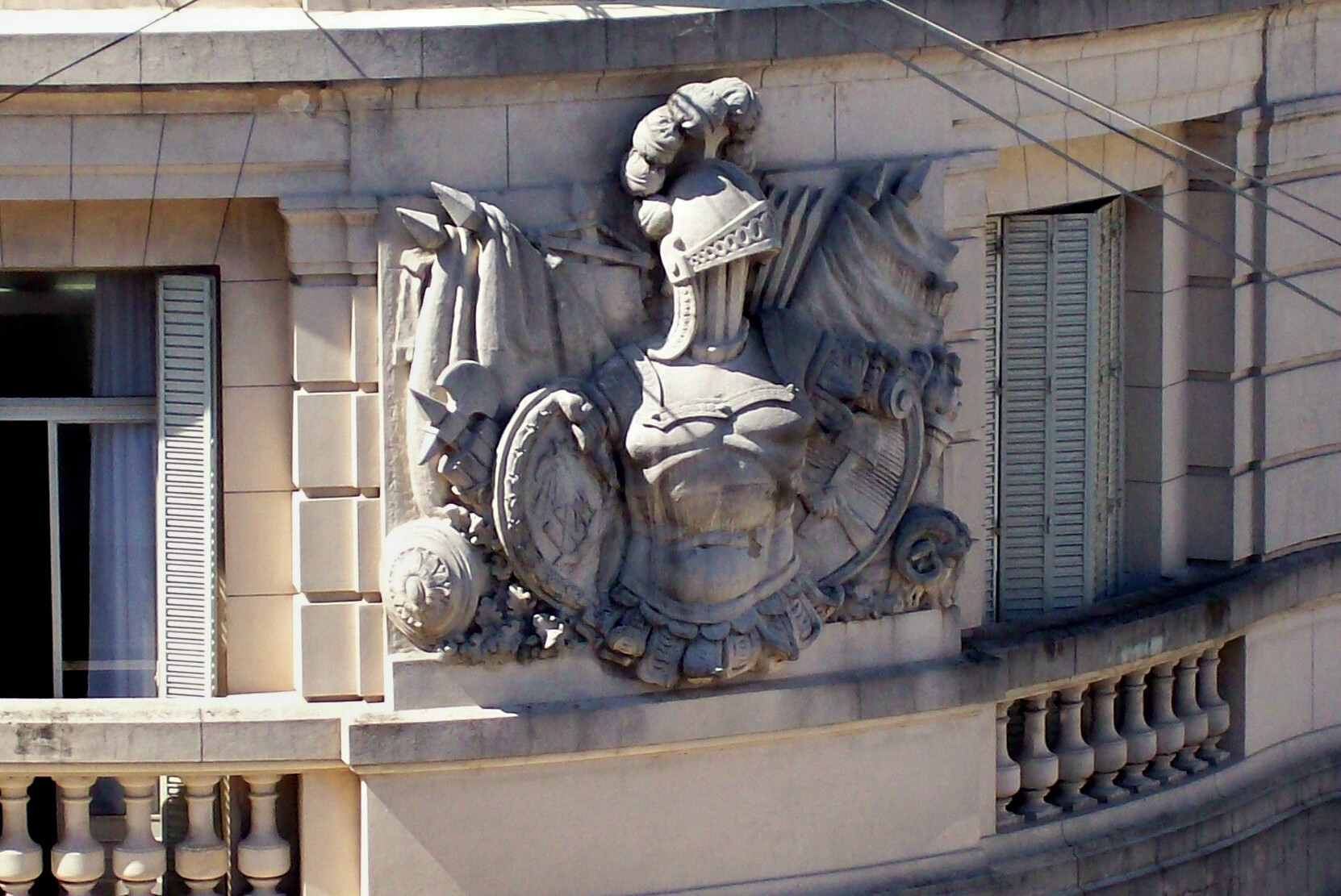
Со стороны улицы Перу.

Здание состоит из подвала, цокольного этажа, первого этажа, ещё четыре этажа и центральной башни высотой 97 метров.
Подражая неоклассическому стилю Луи XVI имеет на своей вершине, на уровне четвертого этажа, выступ, который заканчивается мансардой с короной. На фасадах расположен художественный комплекс из 26 статуй (кариатиды), которые были созданы зарубежными авторами или натурализованными аргентинцами. Каждая статуя символизирует различные аспекты городской жизни:
- Со стороны улицы Перу:
Навигация, защита детей, социальный заказ, наблюдение, власть и закон, медицина и химия, торговля (созданы Трояно Трояни)
- Со стороны улицы Иригойена и Авенида Хулио Архентино Рока:
Рынки, скотобойни(автор Хуан Карлос Олива Наварро). Музыка и История (Луис Перлотти). Архитектура (Торквато Тассо). Атлетика и Рисование (Гектор Роча).
- Со стороны Авенида Хулио Архентино Рока:
Прогресс, Эстетика, Вулкан (Хуан Батиста Леоне). Измерение, Характер (Роберто Хуан Сапуро). Юстиция, Подземный мир (Педро Тенти). Pomona, Архитектура, Edilicia, Индустрия. (Сантьяго Берна)

Многочисленные произведения искусства, созданные основном аргентинцами, но и авторами других национальностей, особенно уругвайцев, которые представлены многочисленными картинами в салоне города Монтевидео.

### Залы

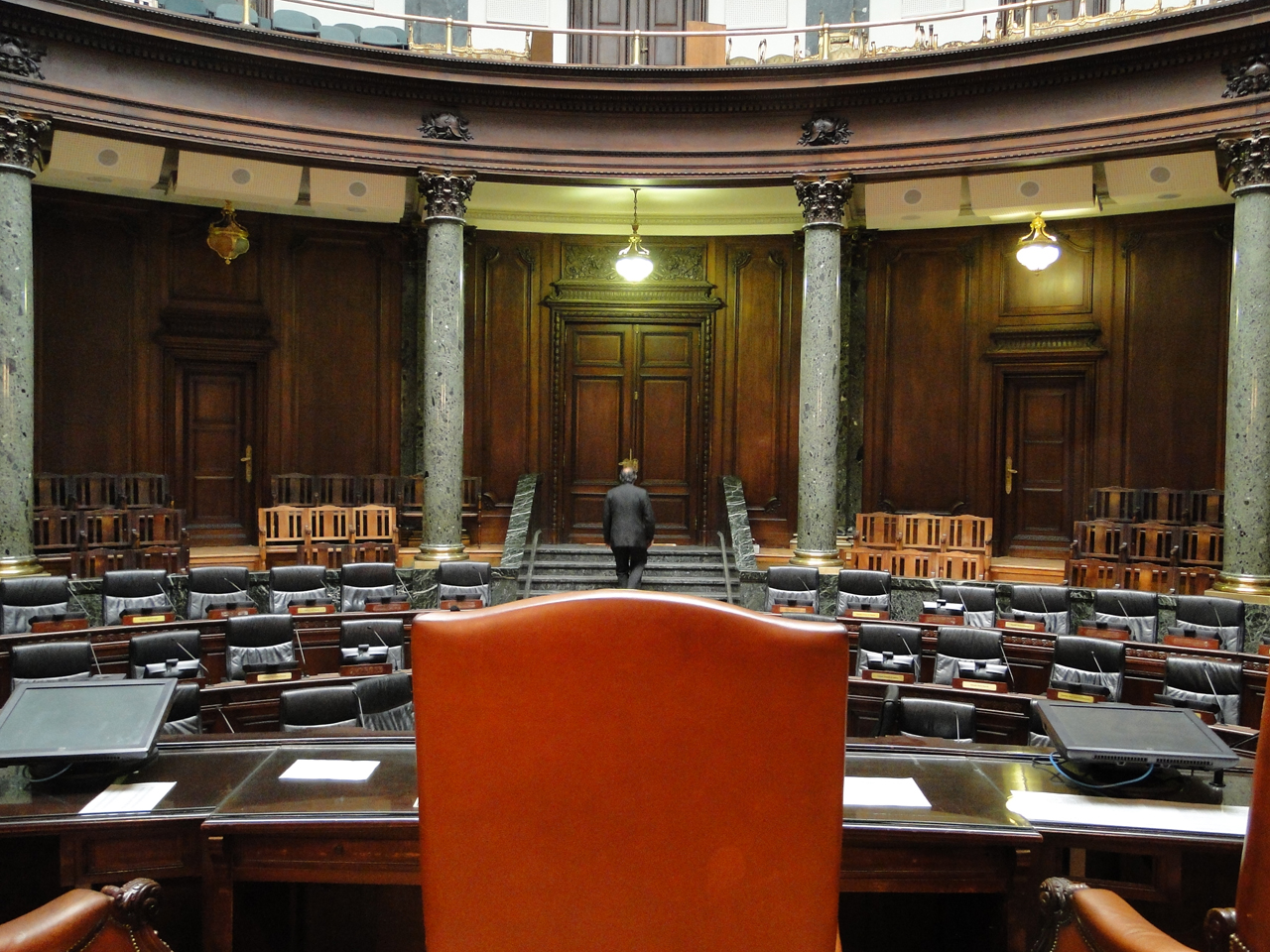
Зал собраний.

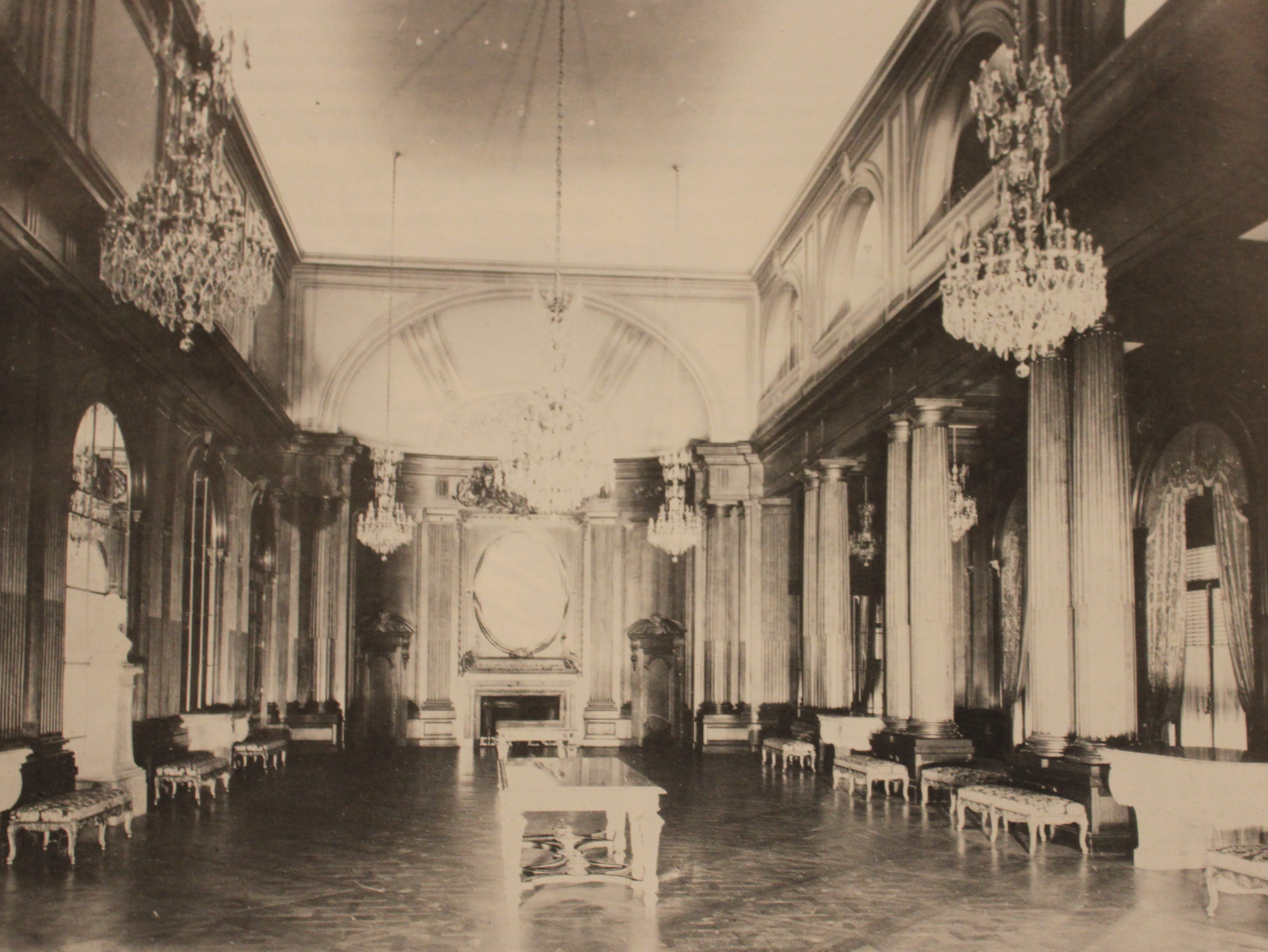
Зал Сан-Мартин
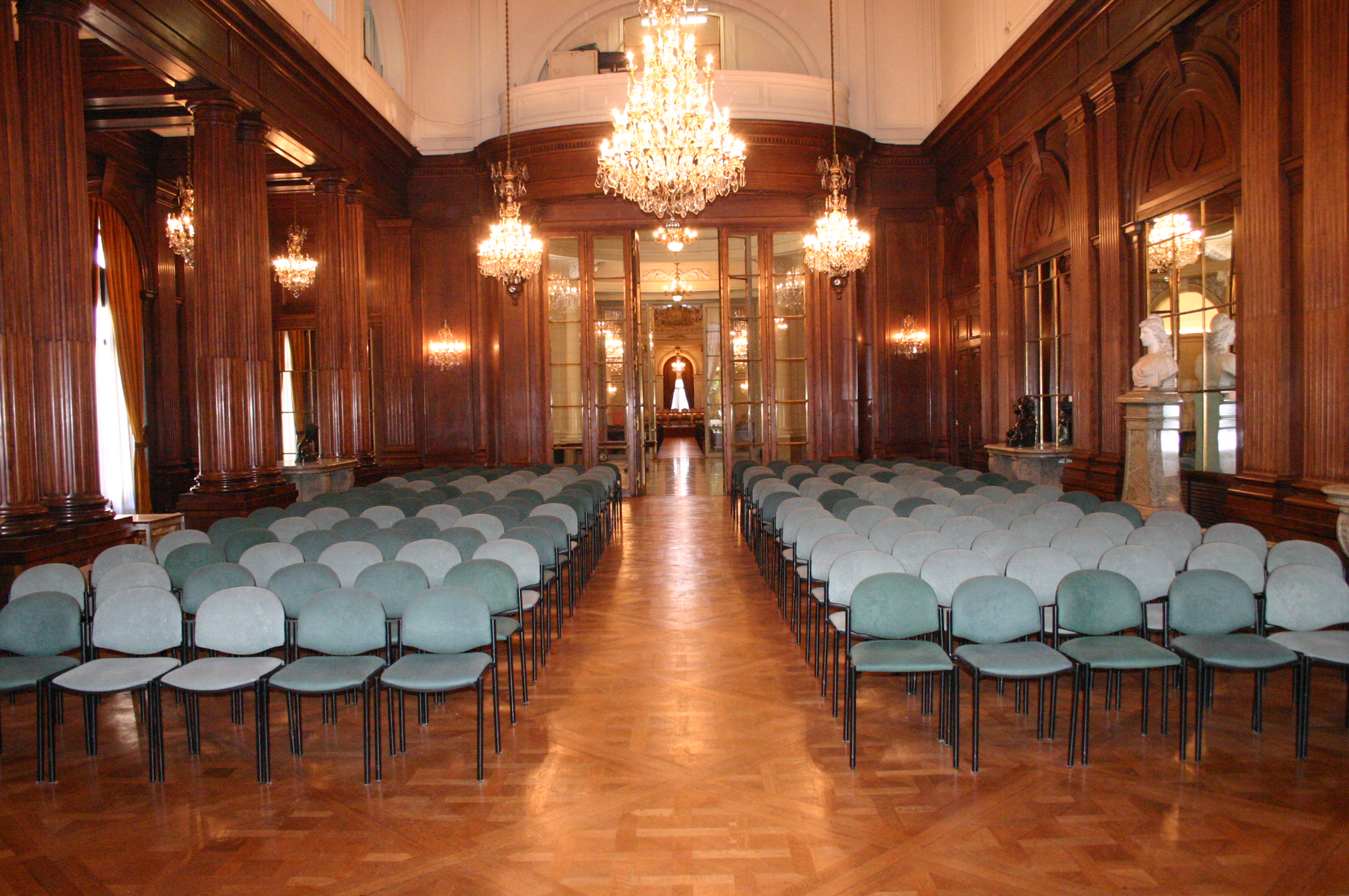
Зал Сан-Мартин
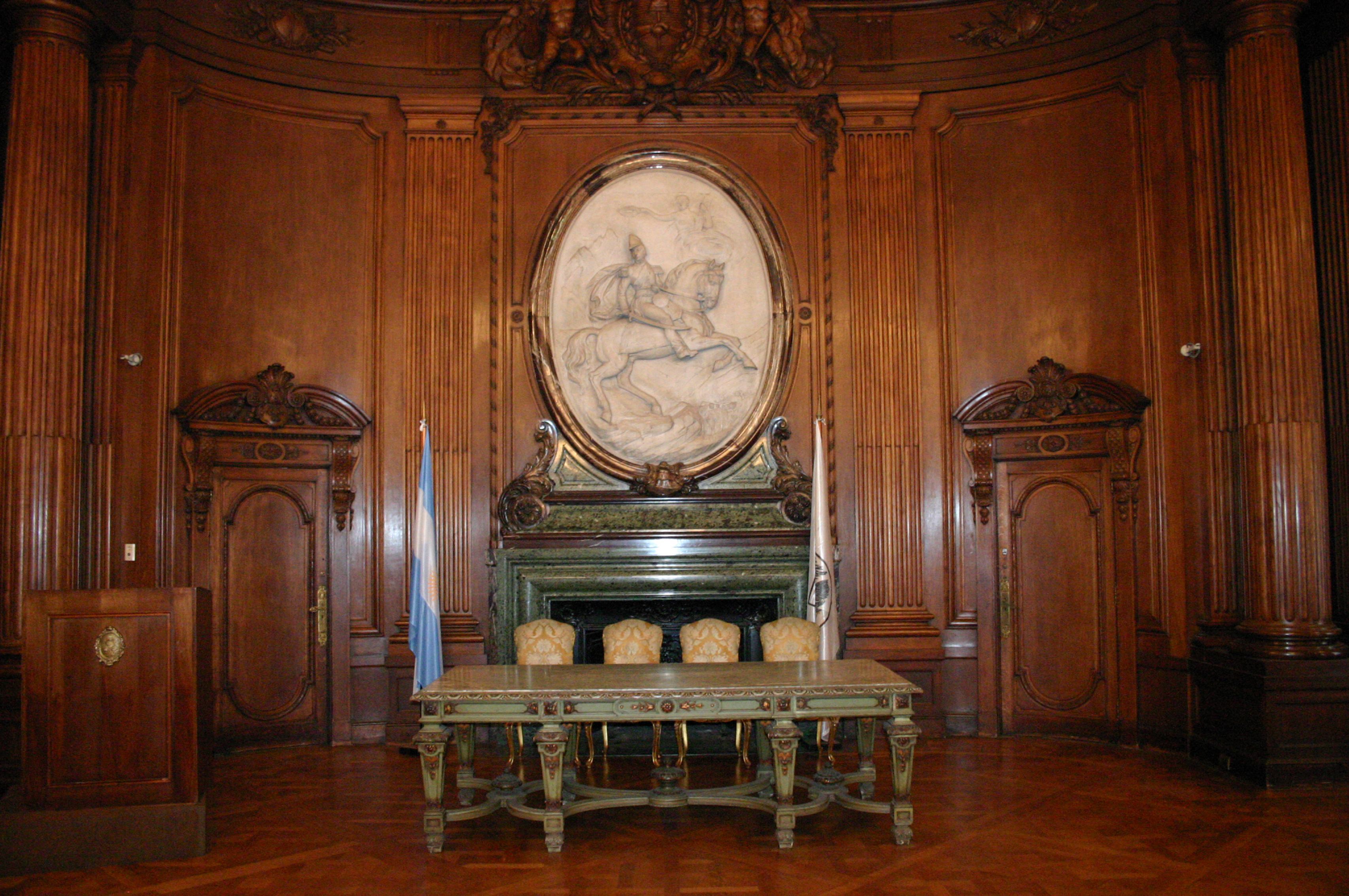
Зал Сан-Мартин

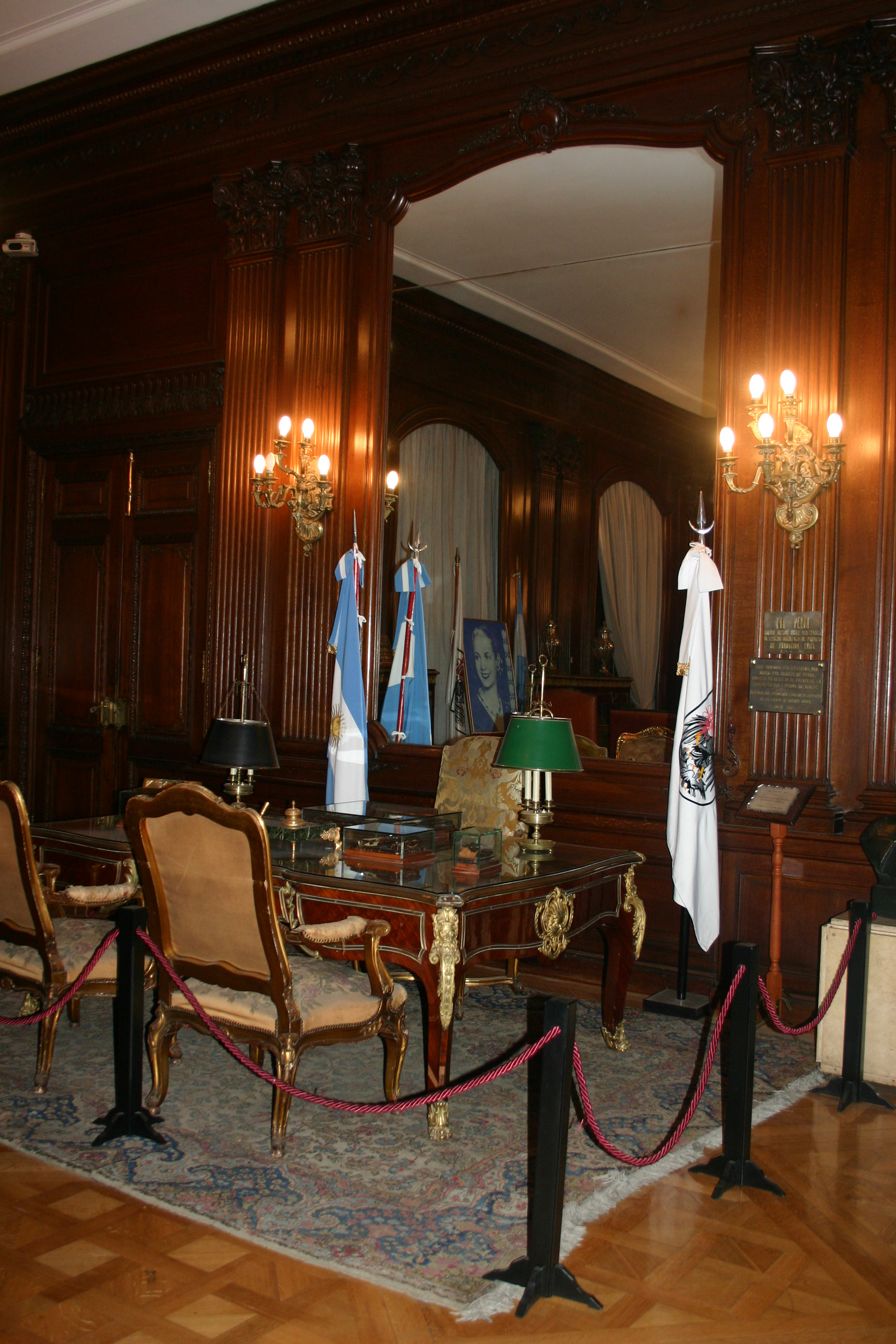
Стол использовался Эвой Перон.

- Золотой Зал (Salón Dorado)
Как Зеркальный зал в Версальском дворце во Франции. Вы попадаете туда поднявшись вверх по лестнице. Колонны из капителя в стиле Ионический ордер вокруг центральной части зала и галерея, которая, через ведёт через аркады, балкон над центральным сектором. На балконе расположен национальный герб. Центральный Зал освещают 6 люстр и 14 люстр на галерею. Зал используется для общественных слушаний, приемов и мероприятий. Nordiska Kompaniet SA выиграл конкурс на оформление внутреннего убранства этого зала, разработанного молодым французским архитектором Полем Луи Марселем, окончившим Школу декоративных искусств в Париже, который был нанят специально для этой работы во Франции, зал был восстановлен в 1987 году группой под руководством архитекторов Пола Гросила и Карлоса Морено и его соавтора, архитектора Элизабет Крис. Любопытный факт о том, что Гросил, побывав один раз в Аргентине, никогда не вернулся во Францию, продолжая свою профессиональную жизнь в латиноамериканской стране в ее окрестностях.[10]

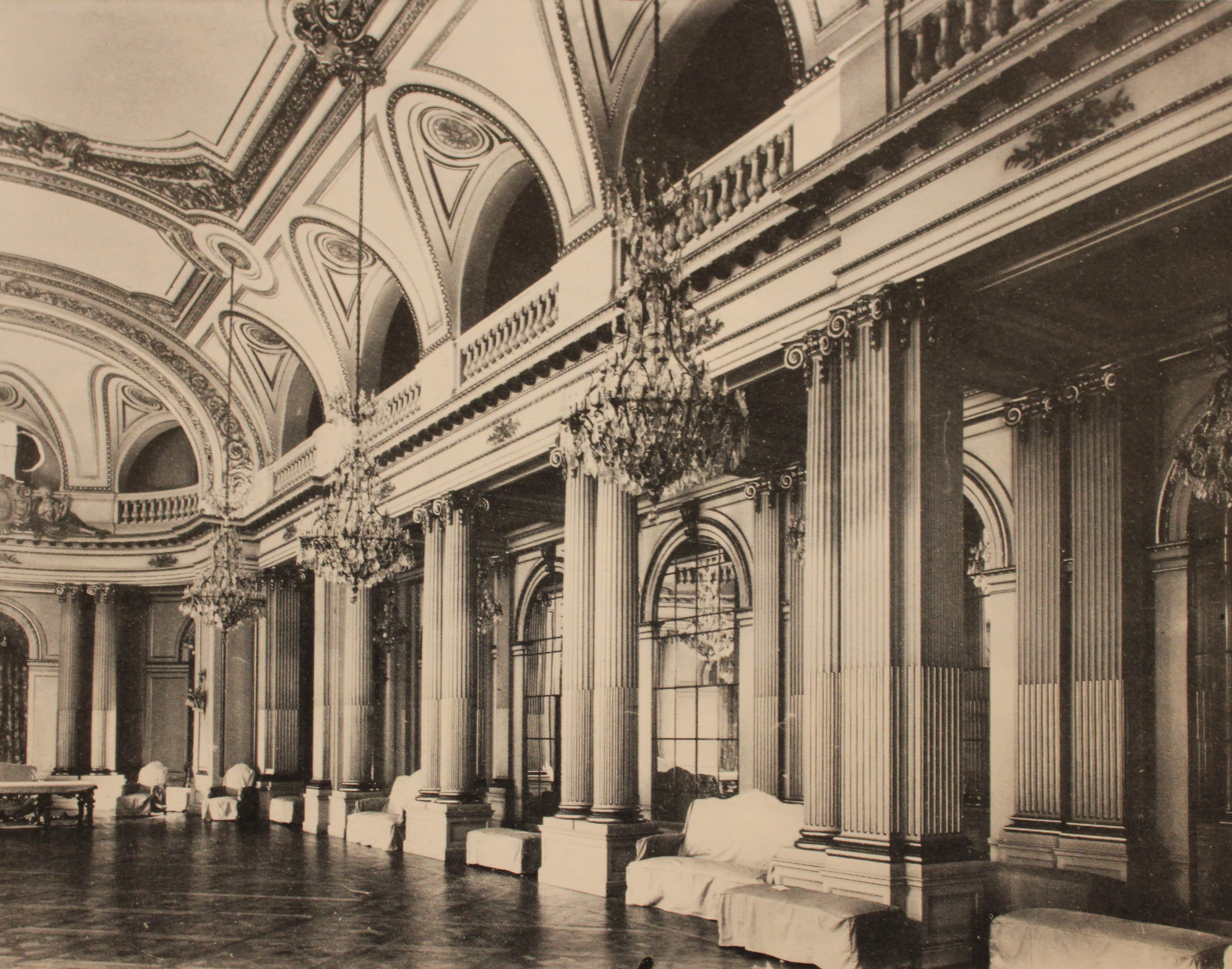
Золотой Зал старое фото
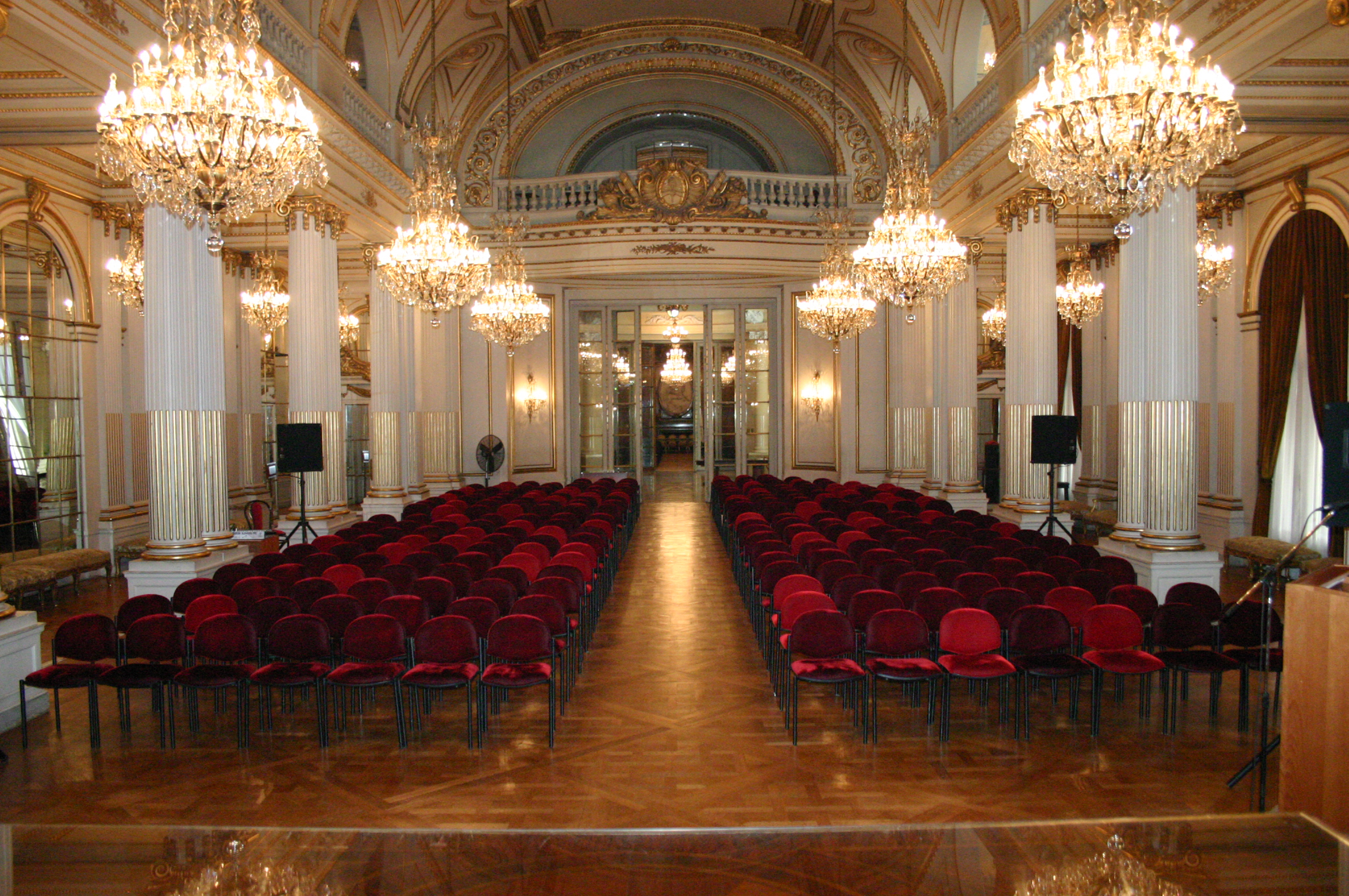
Золотой Зал сегодня
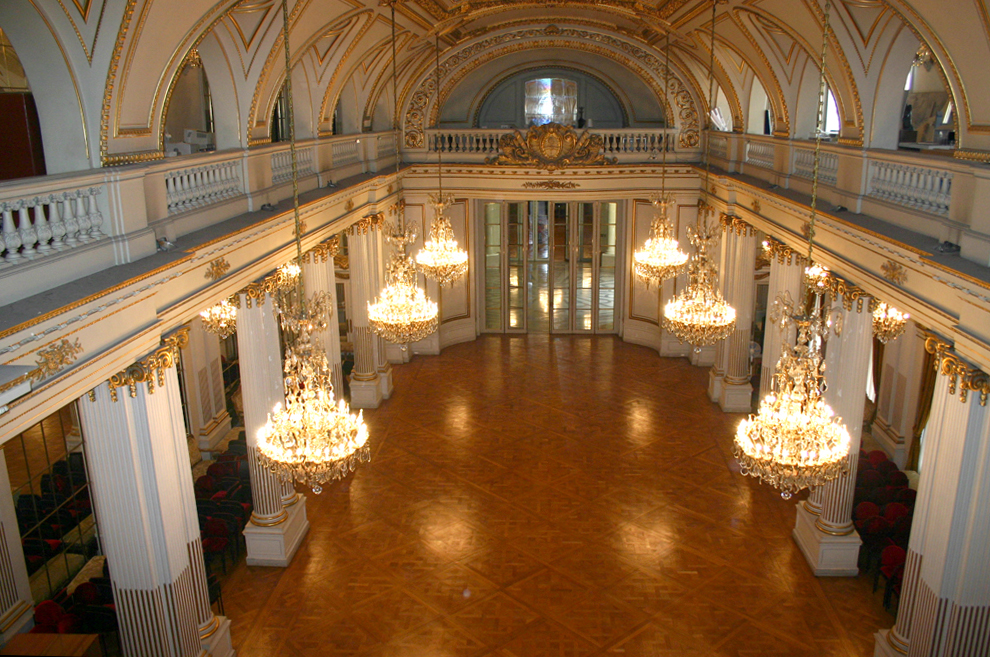
Золотой Зал сегодня

- Зал Монтевидео
Это холл дворца. В холле проводились встречи официальных лиц городов Монтевидео и Буэнос-Айрес, эти встречи проводились ежегодно с целью обмена идеями о том, как улучшить муниципальный уровень в обоих городах. Он часто используется в качестве конференц-зала.

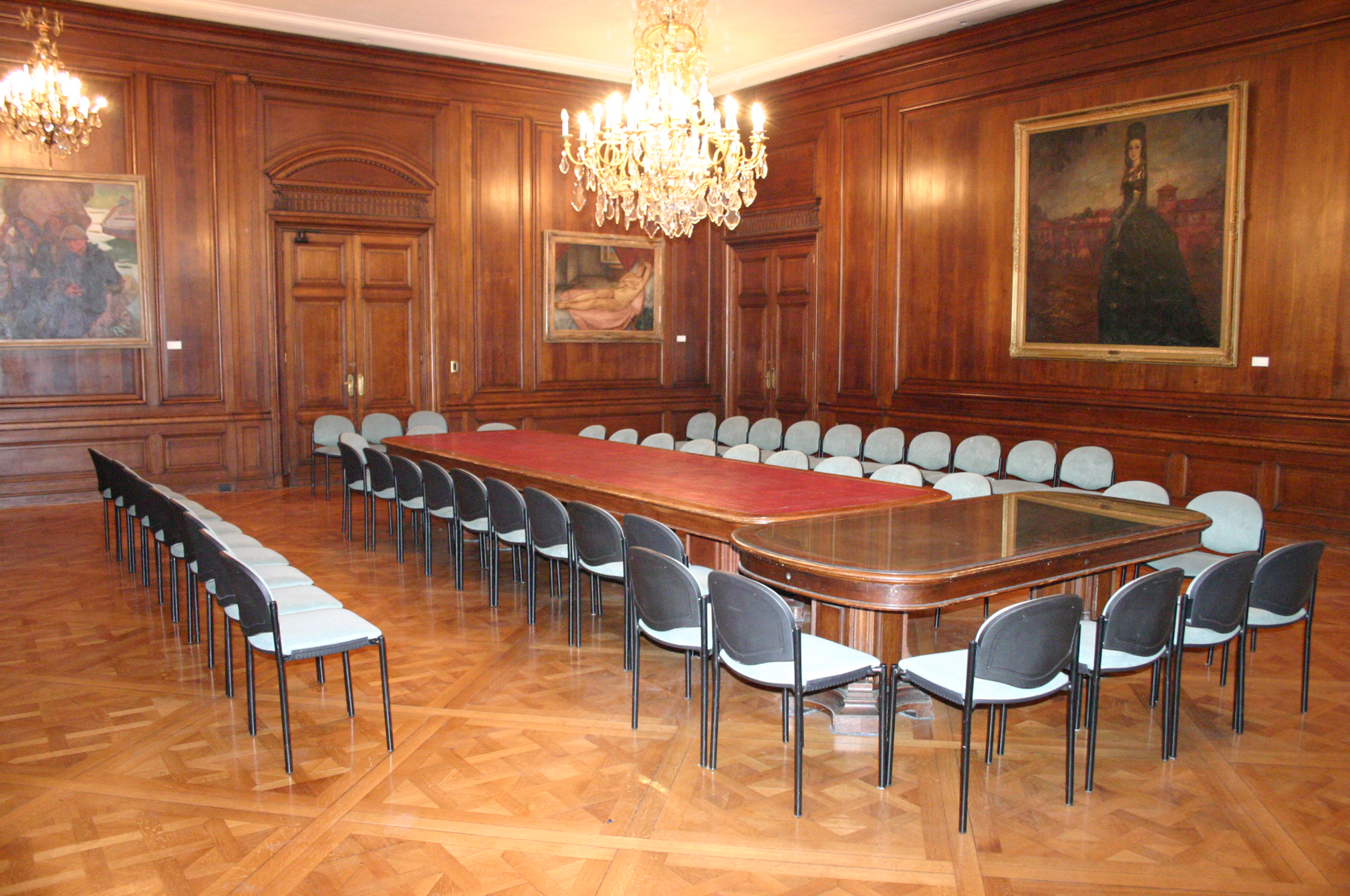
Зал Монтевидео
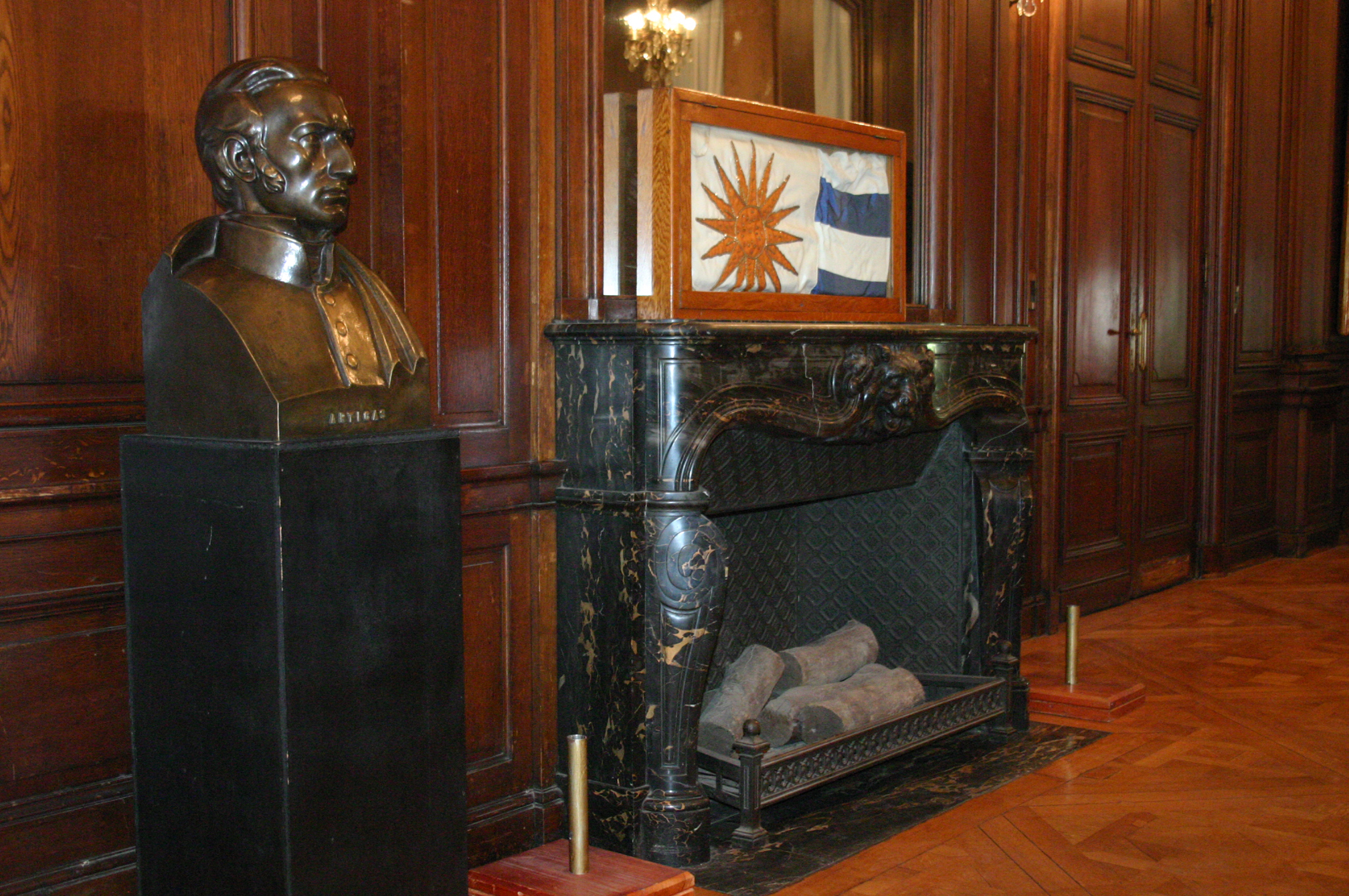
Зал Монтевидео

- Зал Потерянных шагов или Президента Перон
Этот зал служит для приемов и ожидания. Его центральная часть окружена мраморными колоннами, образующими галерею через аркады.

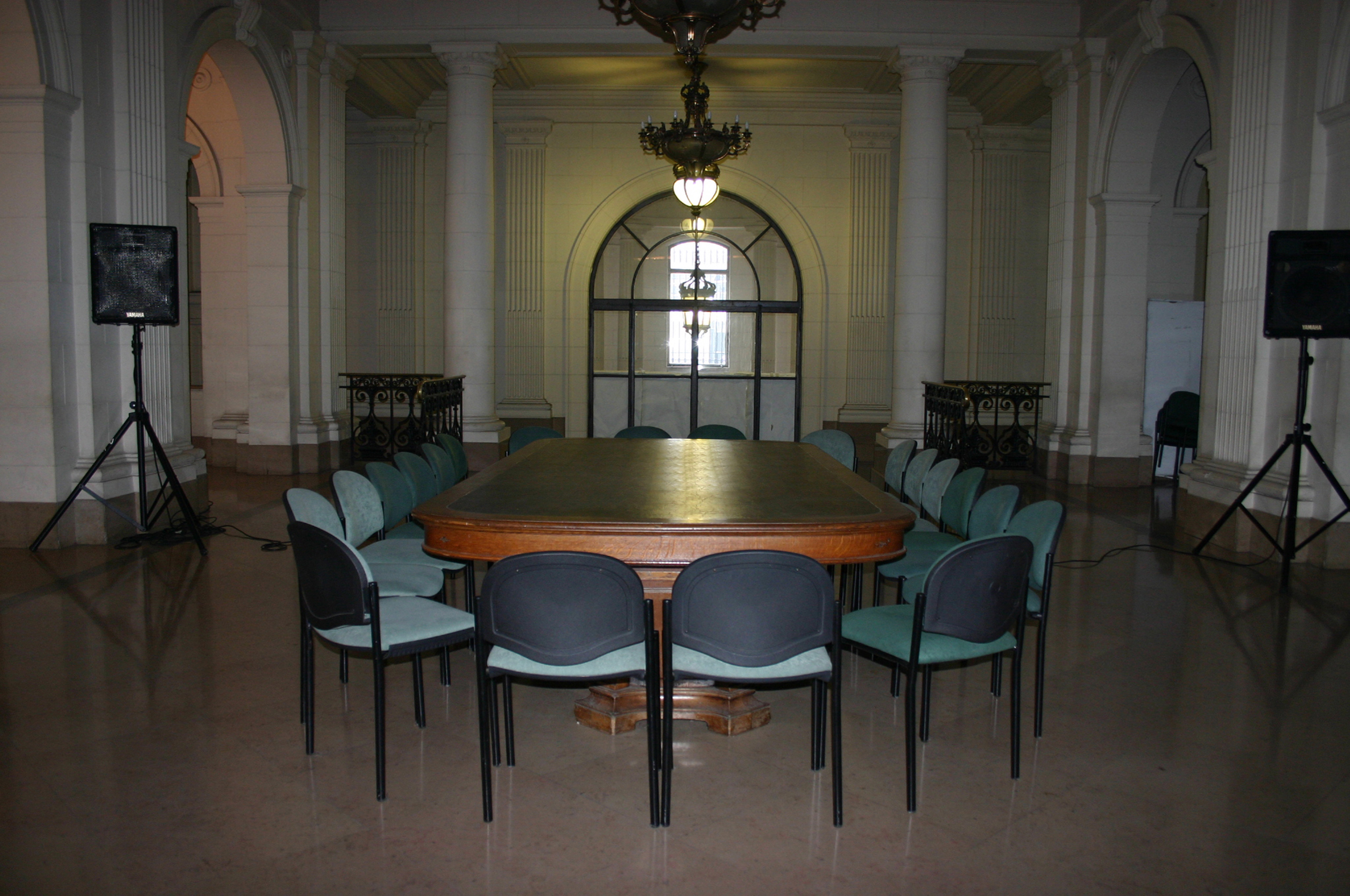
Зал Президента Перон
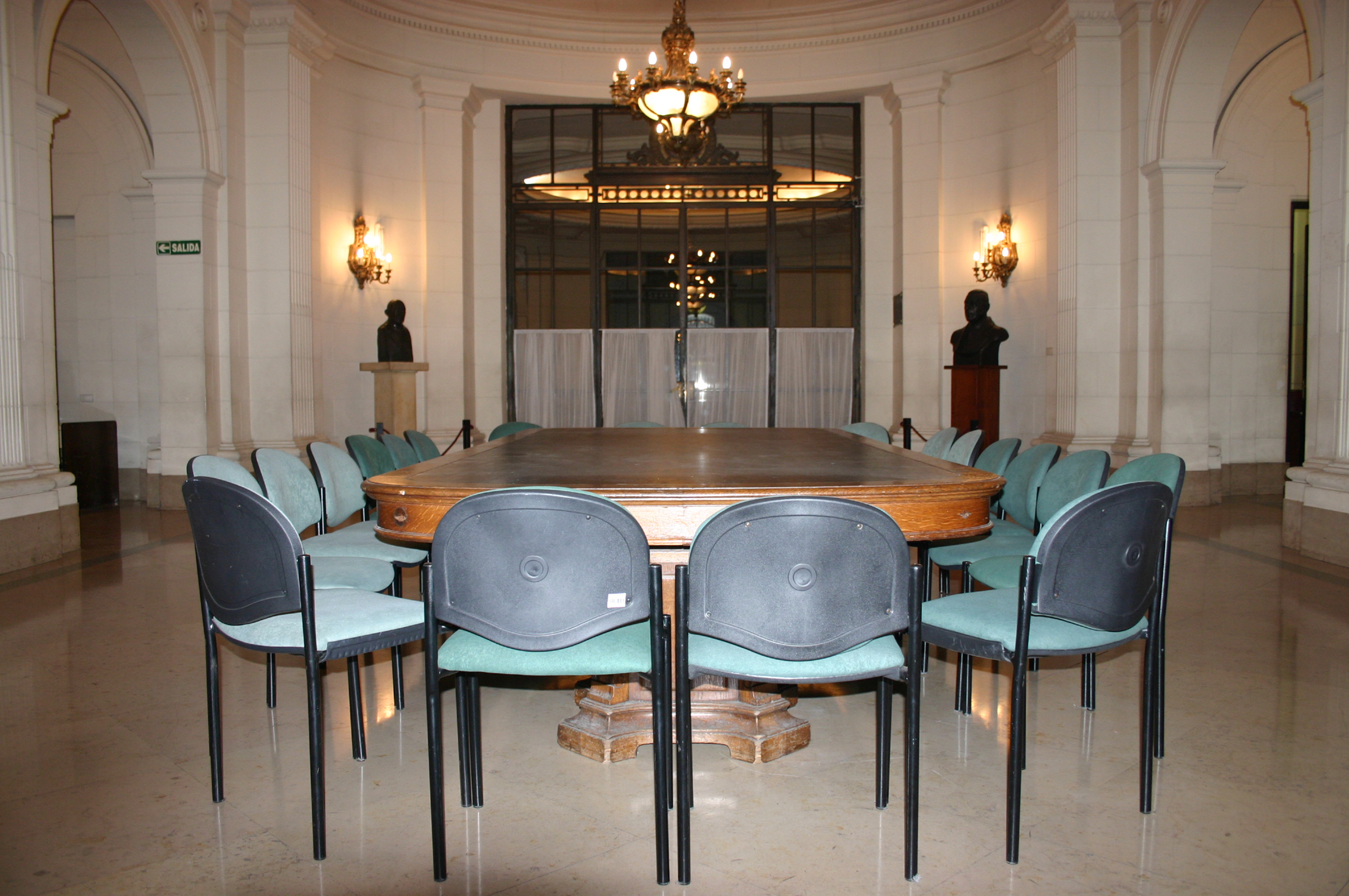
Зал Президента Перон

- Зал Сан-Мартин
В верхней части мрамор из Греции, внизу обит деревом с применением кованого железа в рельефе. Здесь стоит ряд дорических колонн, создавших галерею. Массивная люстра в виде паук в центре имеет 40 ламп в разных плоскостях путем отражения стекла. Этот зал, как и Золотой зал, был разработан тем же архитектором Павел Гросилом во французском стиле. Он также был восстановлен той же командой архитекторов, которые работали в Золотом зале.

- Зал Сан-Мартин
- Зал Сан-Мартин
- Зал Сан-Мартин

- Зал Эвы Перон
Он расположен между офисами главы и вице-президента законодательного органа. Там работала Ева Перон. Фонд Эвы Перон возглавляла Мария Эва Дуарте де Перон во время президентства своего мужа Хуана Доминго Перона. Некоторые предметы из их мебели и личных предметов, сохранены в зале. Есть также два комода, в стиле Людовика XIV, созданные краснодеревщиком Таррисом с национальным гербом, выгравированным на их дверках. Их стенки покрыты дубовой обшивкой.

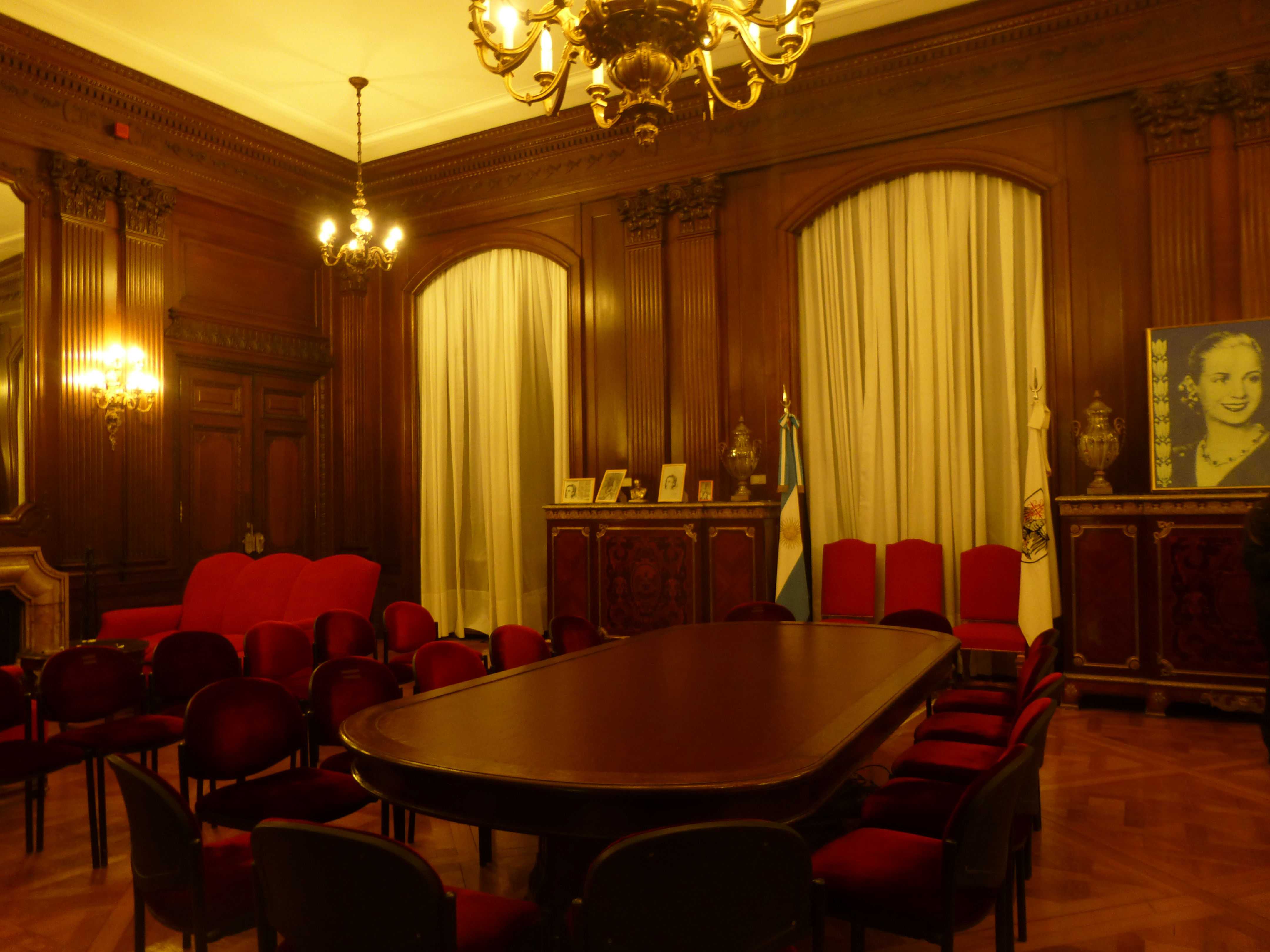
Зал Эвы Перон
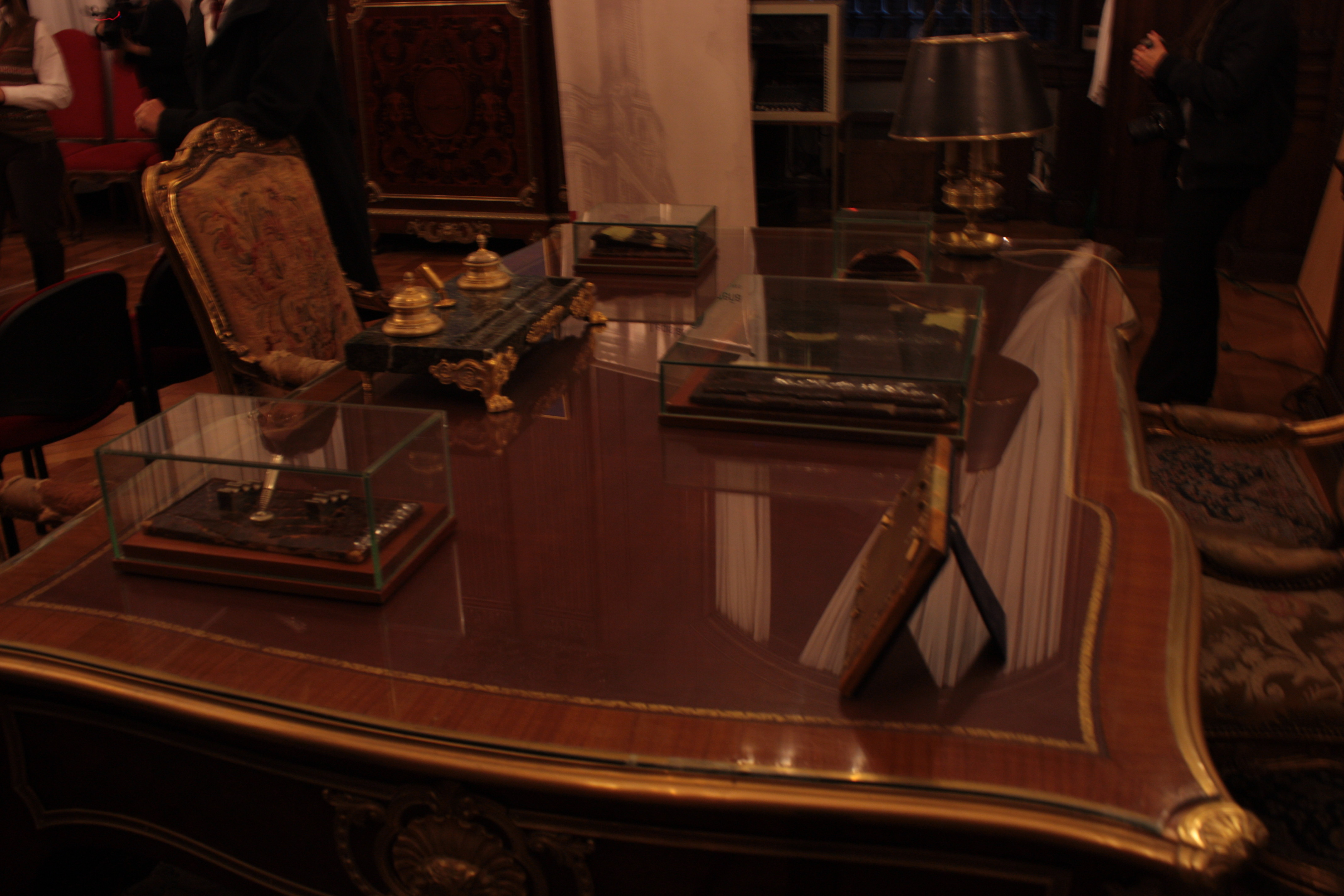
Зал Эвы Перон

- Зал Консультантов(Concejales)

Этот зал полукруглый и имеет в центре стол (Boiserie) из итальянского ореха и мраморная колоннада из Греции. Потолок сводчатый, с большой центральной люстрой.
- Зал Comedor de Honor (Гостиная чести)
На самом деле она никогда не использовалась в качестве столовой. Он имеет хрустальные люстры и мебель в стиле Луи XVI.
- Выставочный зал (Sala de exposiciones)

Находится под землей с 2007 года, выставочный центр и музей законодательного органа. Прием, как правило, бесплатно.

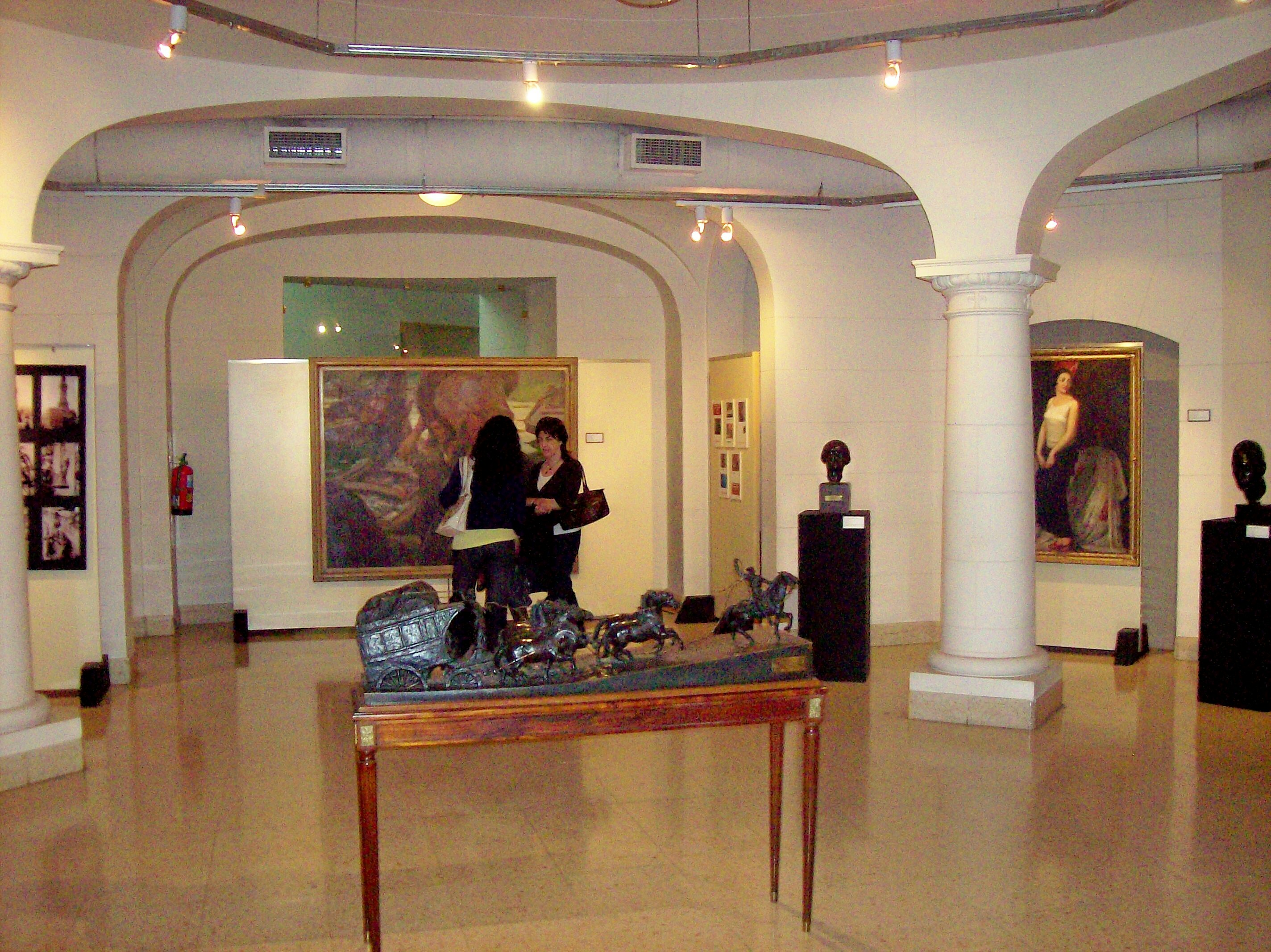
Зал приёмов
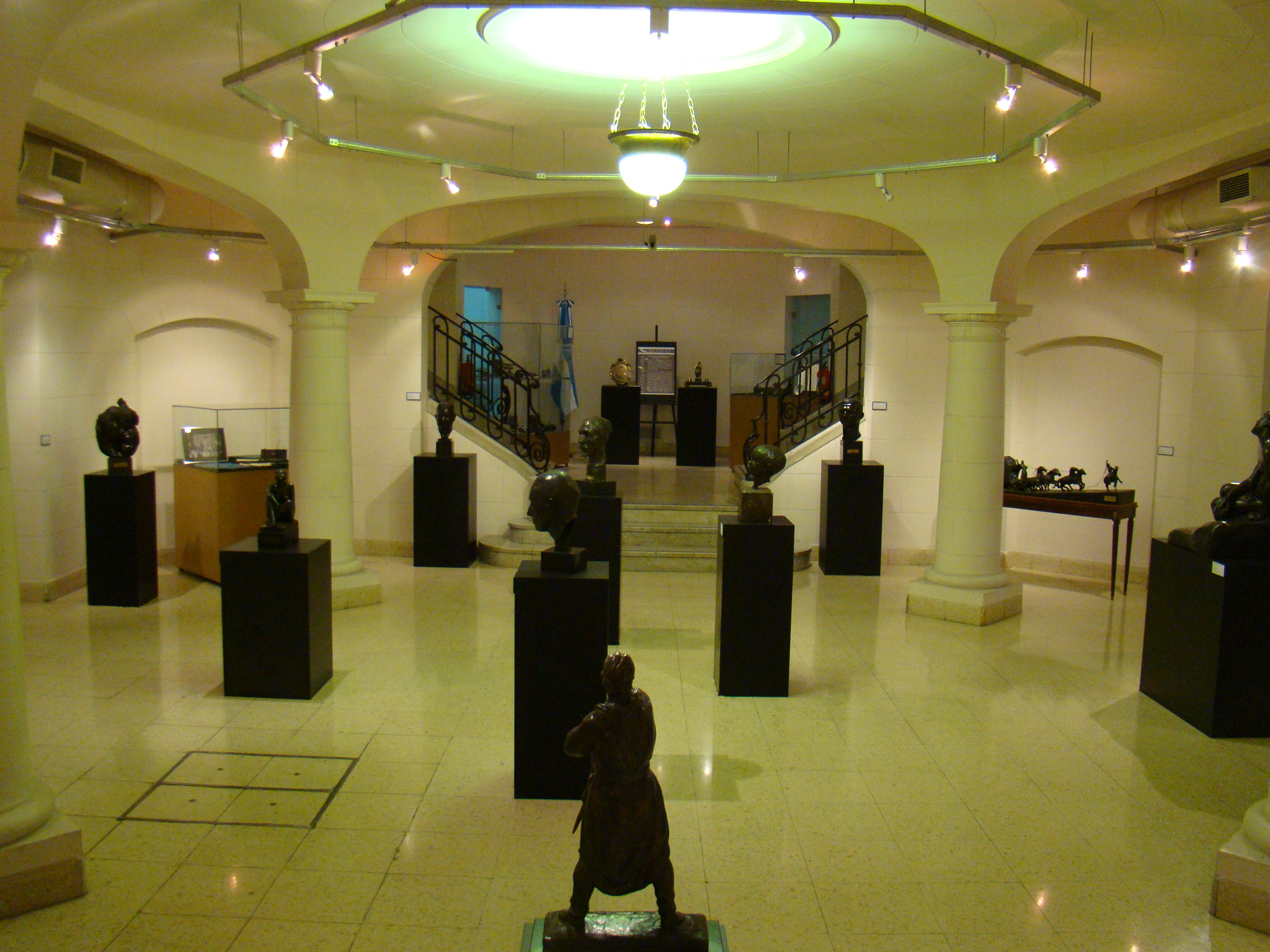
Зал приёмов

### Библиотека Эстебана Эчеверрия

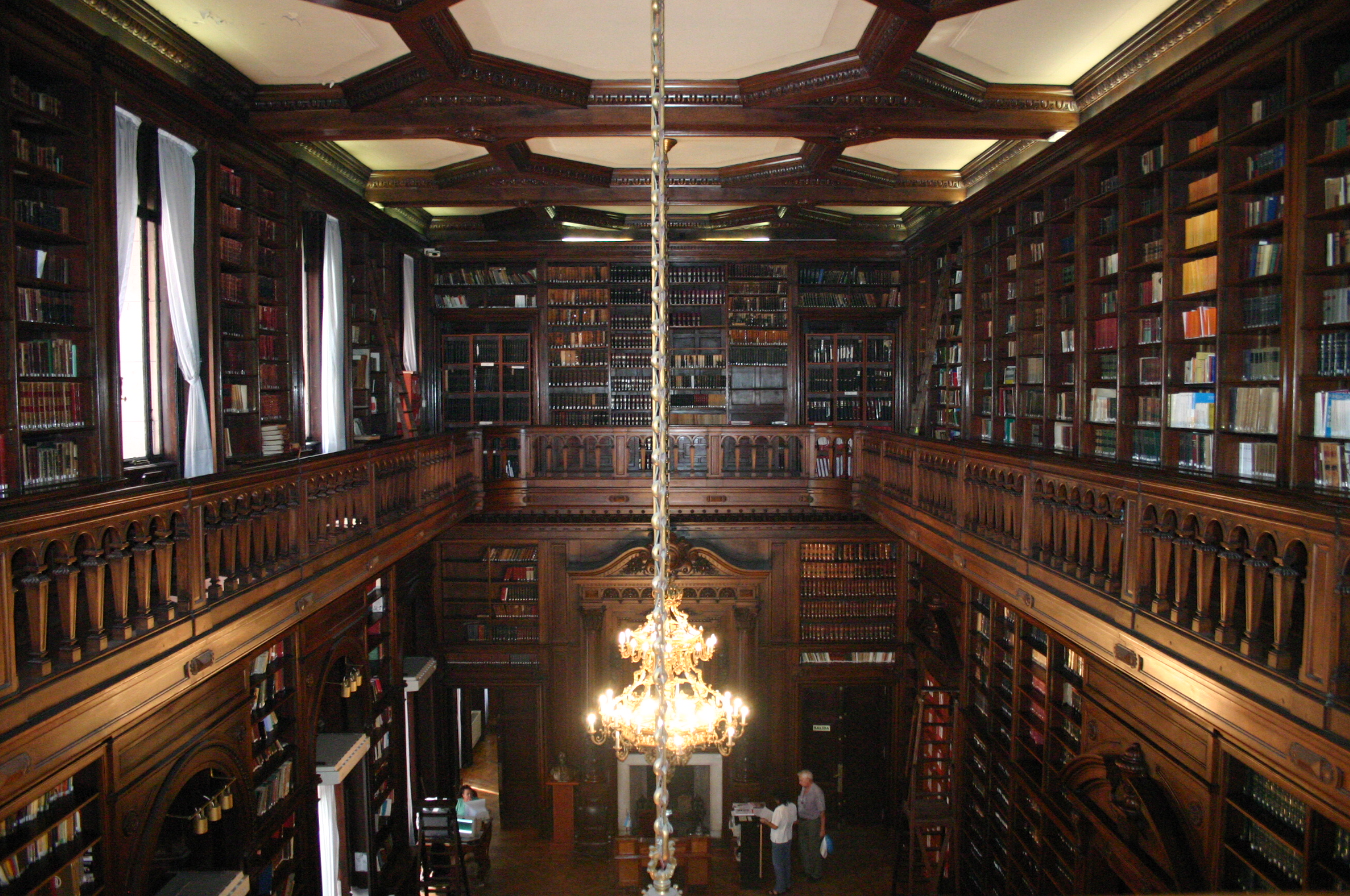
Вид на Библиотеку Эстебана Эчеверрия. Украшена Буазери, люстры типа паук, потолок claraboya, украшена витражами.

На первом этаже находится библиотека и читальный зал, который выделяется своей деревянной обивкой и люстрами. Библиотека насчитывает 35 000 экземпляров, библиотекари могут провести консультации для широкой общественности. Содержит литературу по законам и законодательным решениям. Вы можете получить доступ к копии, связанной с темами комитетов и по историческому, социально-городскому, культурному развитии города. Консультации могут быть через интернет.
Библиотека оказывает три услуги, предоставляемые или области, которые поддерживают: обслуживание клиентов, технические процессы и восстановление и сохранение книг.
Существует читальный зал для законодателей, должностных лиц, сотрудников законодательного органа и широкой общественности. Служба связи, позволяет отслеживать запрашиваемую информацию и искать ее в других файлах содержащихся в библиотеке. Коллекция старинных томов из Библиотеки казначейства выделяется из коллекции книг. Более 2000 книг (некоторые оцифрованные), опубликованы с семнадцатого века по девятнадцатый век. Некоторые из них это старое законодательство готских королей Испании, Законы Индии, старые акты Ратуши Буэнос-Айреса, фотографии старых самолетов Буэнос-Айреса и фотоальбом Centennial посвящённый Майской революции.
Существуют аудиовизуальные файлы, основанные на документации, связанной с наличием Эвы Перон во Дворце и учреждениях, реализованной социальной политики в период между 1943 и 1955 годами.
«Танго» имеет более чем 250 партитур, книги и брошюры об этой музыке.
В июне 2012 года около 13 000 книг были повреждены водой из-за наводнения, вызванного протечкой воды с потолка и был залит паркетный пол. Этот факт не был обнаружен сразу, потому что это произошло во время выходных. Благодаря сотрудничеству технических специалистов из Университета Буэнос-Айреса (UBA), Университета дель Музей Социал Архентино (УМСА) и школы Отто Краузе провели ремонт и реставрацию. Они также воспользовались возможностью, чтобы улучшить электроустановки и включать датчики и детекторы, способные предотвратить несчастные случаи. Из 33,210 копий, хранящихся здесь (2000 осталось на месте) 5112 было поражено водой непосредственно. Из них 3462 были высушены и вернулись на полки. 100 книг были утрачены, но, как сообщается, возможно их восстановить.

### Хемеротека Хосе Эрнандеса

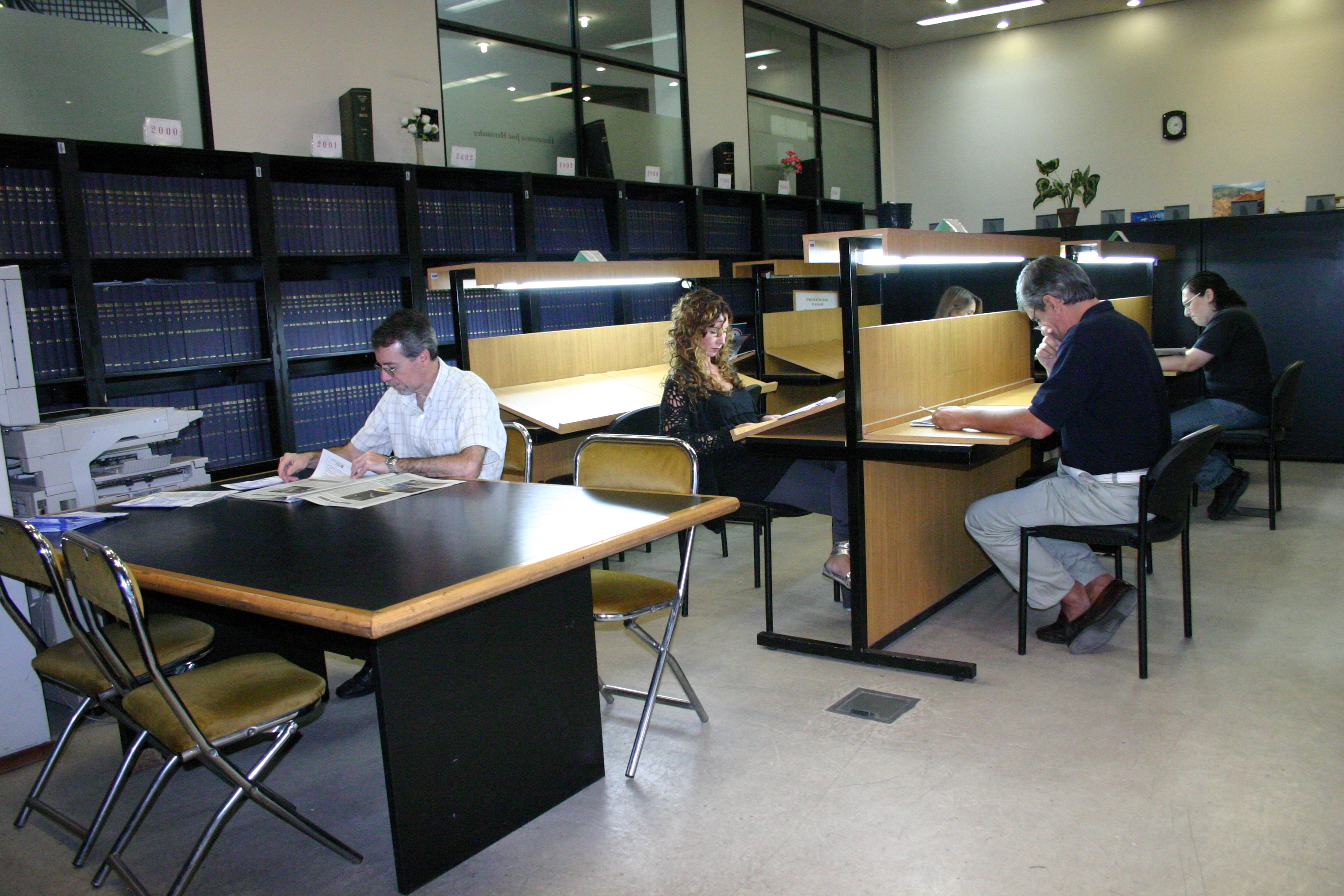
Хемеротека Хосе Эрнандеса

В архиве есть информационное, культурное и историческое наследие, составленное из коллекции периодических изданий общенациональных газет с 1870 года.
Коллекция имеет микрофильмы газеты La Аргентина, которая начинается с 1902 году и продолжается до 1947 (полный и единственный в Южной Америке). Она также имеет коллекции газеты Насьон (с 1870 по 1995 год), газета La Prensa (1892—1995) и газета La Razon (наиболее полное, что существует) от 1906 до 1987. Другие являются La Opinion (1971—1979); Tiempo Argentino (1982—1986); Página 12 (desde 1987); El Cronista (desde 1968); dos años del diario Democracia (1953—1954); Correo de la Tarde (1958—1959); короткий период вечернего La Tarde (1976); Extra (1990—1992) и Nuevo Sur (1989—1990).
Они, возможно, нашли связанные журналы: рынок; Новости; Маг; Reporter; Extra; Мнение; Dinamis; Юмор; Журнал XXIII и его предшественник, XXII и XXI того же издателя, Three Points; Page 30; Неделя; Семь дней; Leoplán; и другие.
Она также имеет папки, содержащие журналистскую информацию по таким темам, как: «Нападение на посольство Израиля и АМИА» Бабушки Пласа-де-Майо, «экологический заповедник» и т. д.